# Museos Vaticanos
Los Museos Vaticanos (en italiano Musei Vaticani, en latín Musea Vaticana) son las galerías y el conjunto de estancias de valor artístico propiedad de la Iglesia y accesibles al público, ubicados en la Ciudad del Vaticano. La entrada al museo se encuentra en territorio italiano en Viale Vaticano, Roma.
Muestran obras de una extensa colección de la Iglesia católica y el papado a lo largo de los siglos, incluidas varias de las esculturas romanas más conocidas y las obras maestras del arte renacentista más importantes del mundo. Su base fundacional fue la colección privada de Julio II, que fue elegido papa en el año 1503; más tarde otros papas han ido aumentando las extensas colecciones de que constan estos museos. Este conjunto museístico se compone de diferentes edificios de museos temáticos, edificios pontificios, galerías, monumentos y jardines. A este conjunto de edificios también pertenece la Biblioteca Vaticana, una de las mejores bibliotecas del mundo.

## Origen

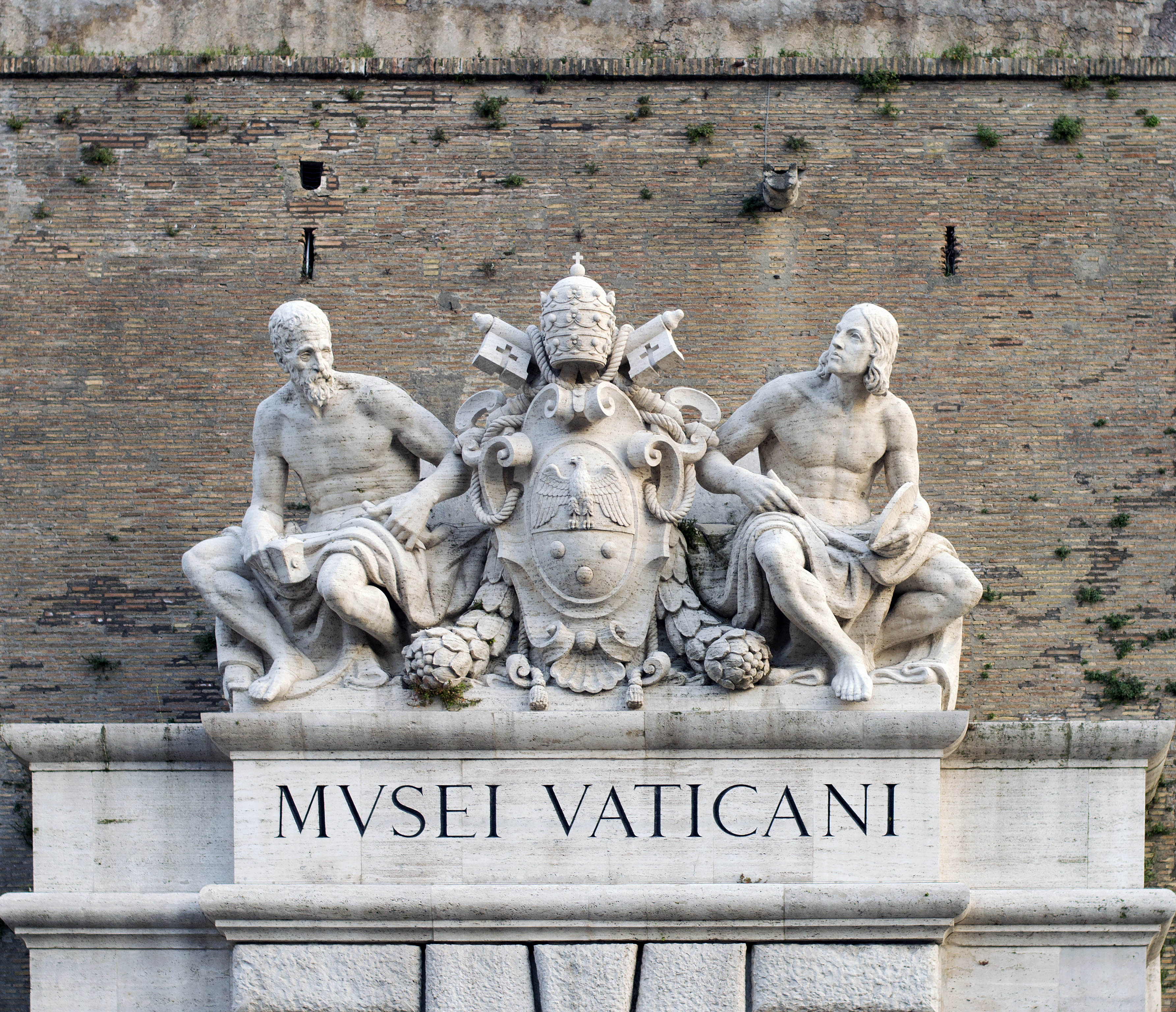
Entrada antigua del museo, actualmente empleada como salida

El origen de los museos vaticanos se configuró a partir de las obras de arte que de manera privada tenía el cardenal Giuliano Della Rovere, que cuando fue escogido papa en 1503, con el nombre de Julio II, trasladó su colección al Patio del Belvedere de Inocencio VIII en un gran jardín que se adornó con algunas esculturas, hoy conocido bajo el nombre de Patio Octógono: el Apolo de Belvedere, la Venus Feliz, el Río Nilo, el Río Tíber, la Ariadna dormida y el grupo de Laocoonte y sus hijos, escultura encontrada el 14 de enero de 1506 en la Domus Aurea de Nerón, en la colina romana del Esquilino; fue el arquitecto Giuliano da Sangallo quien identificó la escultura, adquirida por el papa Julio II. Se construyeron nuevos edificios y también pasadizos junto con galerías para unirlos con otros, anteriormente edificados; con el paso del tiempo y el acceso al poder de nuevos papas, se fueron desarrollando y ampliando hasta formar los actuales museos.
Los fondos de arte también fueron creciendo gracias a la tradición de las grandes familias italianas de formar colecciones, ya que estas familias eran las que tenían entre sus miembros cardenales que llegaban al pontificado. Por otro lado, las colecciones de obras de arte se enriquecieron y aumentaron gracias a todos los tesoros de las catacumbas romanas, las obras de la basílica de San Pedro y de las de San Juan de Letrán, así como de todas las excavaciones arqueológicas realizadas en suelo romano, ya que los terrenos donde está situada la Ciudad del Vaticano, fueron ocupados por los etruscos y posteriormente por el Imperio romano en tiempos de Augusto. En esta zona llamada Jardines de Nerón sufrió martirio san Pedro, y Constantino I el Grande, después de su conversión al cristianismo, hizo construir una basílica hacia el año 326.

### Creación de los Museos Vaticanos

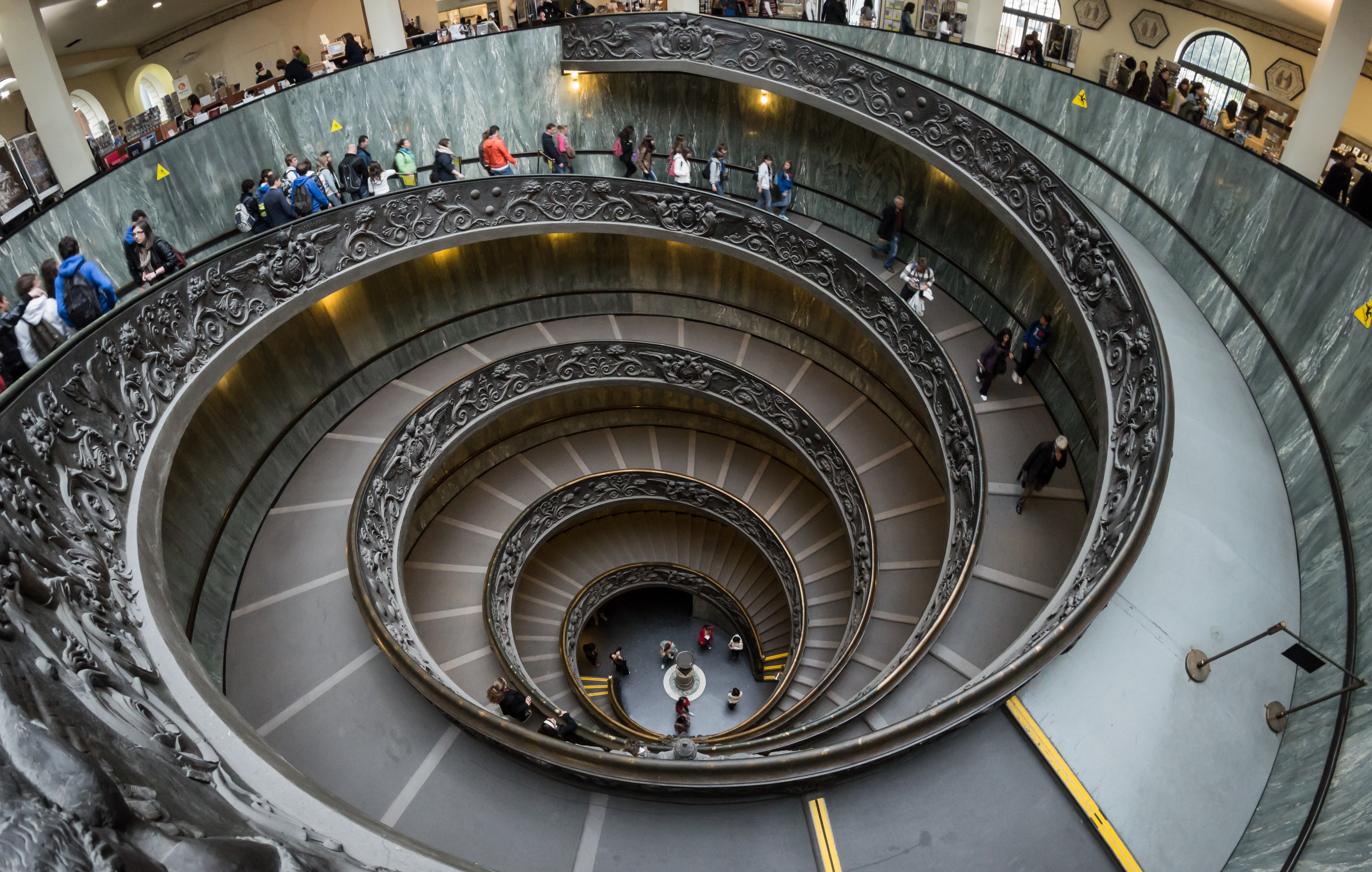
Las escaleras de Giuseppe Momo, dan salida a los Museos Vaticanos.

La gran etapa constructiva del Vaticano se inició en 1447 con el papa Nicolás V que encargó al arquitecto Bernardo Rossellino el diseño de la nueva basílica de San Pedro y al pintor Fra Angelico la decoración de la capilla Nicolina; fue el fundador de la Biblioteca Vaticana. Sixto IV, en 1471, hizo construir una nueva capilla, la Sixtina, con la decoración pictórica de diversos artistas, entre ellos Sandro Botticelli y Pietro Perugino. En el antiguo palacio de Inocencio VIII, se construyó como acceso a las plantas superiores, desde un extremo del jardín de Belvedere, una rampa helicoidal diseñada por Donato Bramante, que la realizó en la época de Julio II (hacia el 1505), con un punto de fuga único en la parte superior entre las columnas que son sucesivamente dóricas, jónicas y corintias, con una forma cilíndrica vacía, que van perdiendo grueso y aceleran la sensación de acceso. El papa Benedicto XIV en el año 1740, reorganizó las nuevas salas de los museos Sacro y Profano así como el gabinete de Medallas. Se crearon después los museos Pio-Clementino, proyectado por los papas Clemente XIV y su sucesor Pío VI durante la época de sus papados, comprendida entre los años 1769 y 1799.
La ilustración y los descubrimientos arqueológicos de Johann Joachim Winckelmann, nombrado conservador de las antigüedades romanas y bibliotecario del Vaticano en 1756, dieron como resultado un gran impulso para la exposición de las grandes colecciones que poseía el Vaticano; a partir de entonces y sin interrupción se hicieron trabajos de catalogación para la exposición pública de sus fondos. El siguiente papa, Pío VII, en 1800 encargó a Antonio Canova la organización del museo que lleva su nombre: Museo Chiaramonti, creando la primera sección de la pinacoteca. Fue en 1837 cuando Gregorio XVI inauguró el Museo Gregoriano Etrusco; poco después se fundó el Museo Gregoriano Egipcio (1839). Se fundó también en el Palacio de Letrán el Museo Gregoriano Profano (1844).
A partir de 1870, con el fin del Estado Pontificio, se reorganizó la exposición de las obras de arte en la Iglesia católica y se tomaron nuevas medidas para afrontar los siguientes años, hasta que pasados 60 años comenzó a haber cambios significativos. 
Pío XI en 1932 abrió la Pinacoteca, en la que expuso cuadros sustraídos por Napoleón con el Tratado de Tolentino (1797) y devueltos a raíz del Congreso de Viena (1815) y otras obras de la colección del Vaticano. Se fundó además el museo Misionero-Etnológico (Pío XI, 1927). Unas décadas después se trasladaron al Vaticano las antiguas colecciones lateranenses: los museos Gregoriano Profano y Pío Cristiano (1970) y el Museo Misionero-Etnológico (1973), con los nuevos criterios de renovación del Concilio Vaticano II, en 1973, se fundó la colección de Arte Religioso Moderno bajo el pontificado de Pablo VI así como también el Museo de las Carrozas. También se reorganizaron los museos Gregoriano Egipcio (1989, 2000) y gregoriano Etrusco (1992, 1994, 1996). En esta reorganización se puede también incluir la creación del Museo Histórico, que posteriormente sería dividido en 1985, teniendo su sede en el Palacio de Letrán.
En febrero del año 2000 se inauguró la entrada monumental, en el fuerte norte de las murallas vaticanas, cerca de la antigua entrada realizada en 1932 por Giuseppe Momo con una escalera de caracol en rampa, cuya balaustrada fue diseñada por Antonio Maraini y que actualmente sirve de salida del museo.

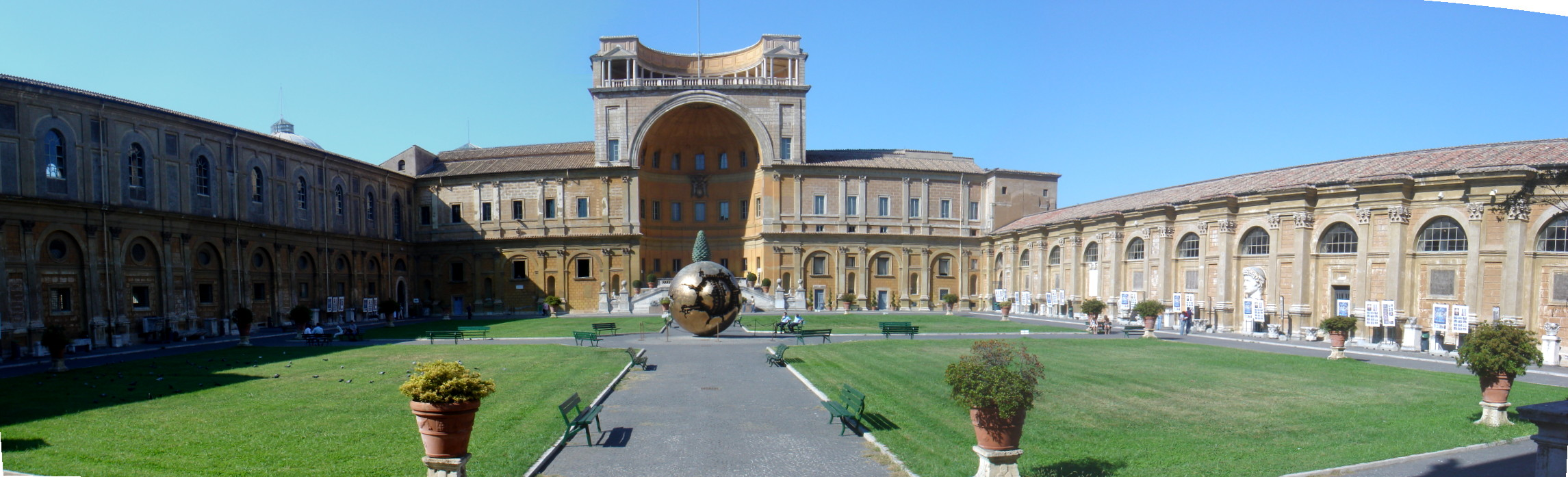
Vista del patio de la Piña, de los Museos Vaticanos

## Conjunto museístico
Los Museos Vaticanos son un conjunto museísticos integrado por el Museo Gregoriano Egipcio, el Museo Gregoriano Etrusco, el Museo Pío Clementino, el Museo Chiaramonti, la Galería Lapidaria, el Brazo Nuevo, el Museo Gregoriano Profano, el Lapidario Profano ex Lateranense, el Museo Pío Cristiano, el Lapidario Cristiano, el Lapidario Hebreo, la Pinacoteca, el Museo Etnológico Anima Mundi, el Pabellón de las Carrozas, la Galería de los Mapas, el Museo Cristiano, el Museo Profano, la Sala de las Bodas Aldobrandinas, la Capilla de San Pedro Mártir, la Colección de Arte Moderno y Contemporáneo, la Capilla Sixtina, las Estancias de Rafael, los Apartamentos Borgia, la Capilla Nicolina, la Capilla de Urbano VIII, la Sala de la Inmaculada y la Sala de los Claroscuros. También se incluyen las zonas arqueológicas Necrópolis de Via Triumphalis y Excavaciones de San Juan de Letrán.

## Biblioteca Vaticana

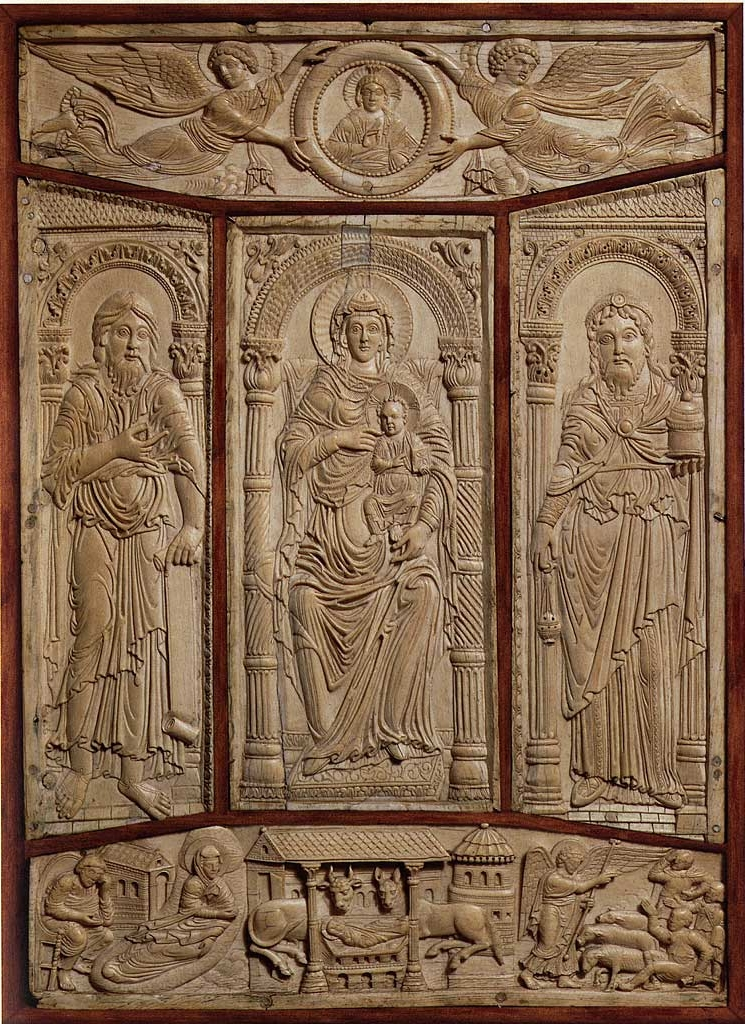
Cubierta de marfil del Codex Aureus de Lorsch

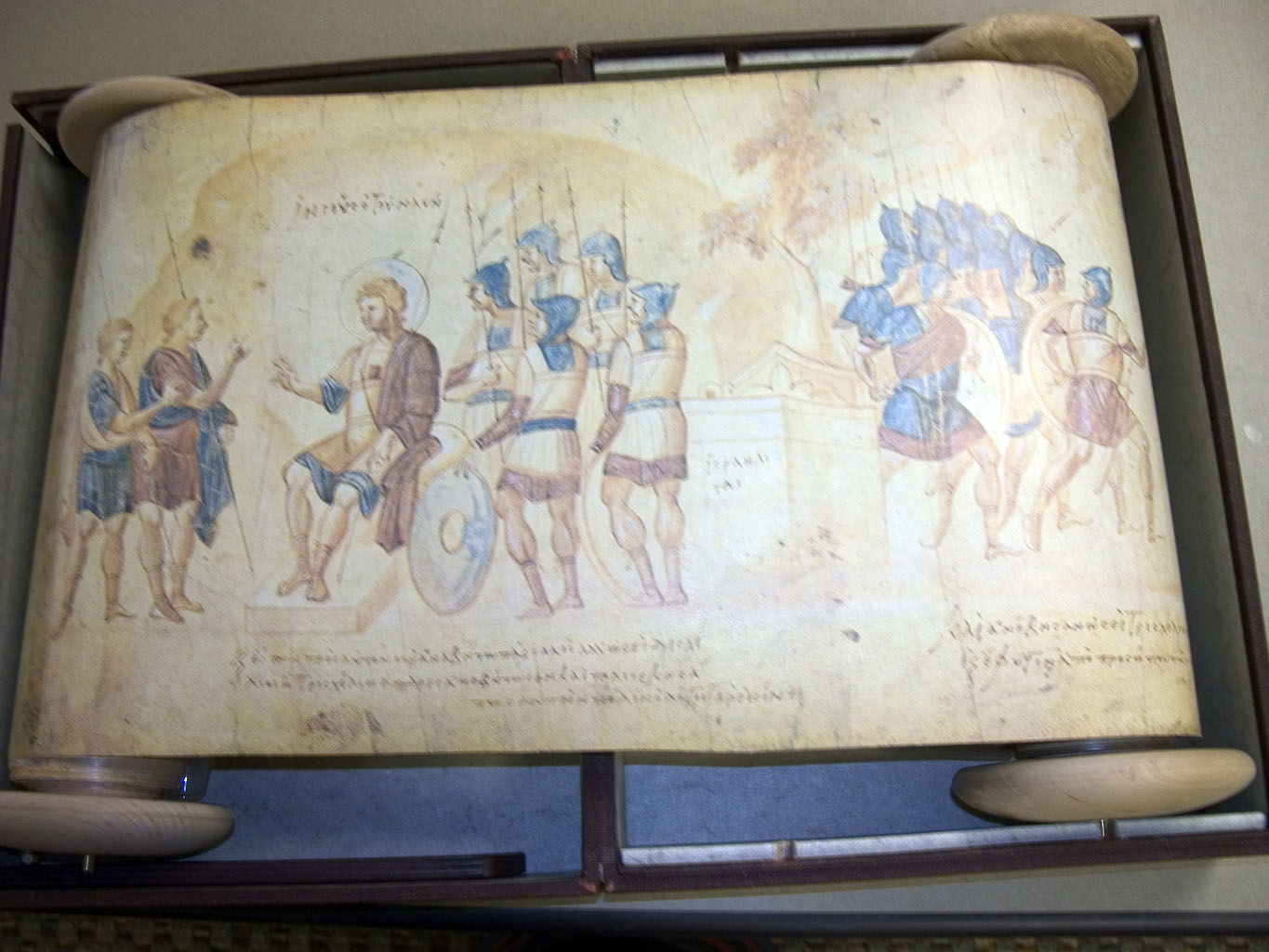
El Rollo de Josué, un ejemplar manuscrito probablemente del, expuesto en el Salón Sixtino

Fue fundada por Nicolás V (1447-1455), gran amante del arte, con estudios de teología y arte realizados en Bolonia. Este papa inició una gran etapa de renovación. Para la Biblioteca Vaticana compró un gran número de manuscritos, que se añadieron a los que se habían reunido anteriormente; se encargó la organización a Bartolomeo Platina, quien elaboró el primer catálogo en el año 1481. El papa Sixto V, en 1587, encargó al arquitecto Domenico Fontana la construcción de un nuevo edificio.
La biblioteca custodia unos 75 000 manuscritos y más de 1 100 000 libros, de los cuales 8000 son incunables.

### Obras representativas
- Codex Vaticanus, uno de los manuscritos más antiguos de la Biblia griega.
- Codex Aureus de Lorsch, evangelio miniado de la época de Carlomagno.
- Cancionero de la Biblioteca Vaticana, uno de los tres cancioneros que recogen las cántigas de la poesía medieval galaicoportuguesa.
- La Historia Secreta de Procopio de Cesarea.[12]

Se ha incorporado el Salón Sixtino, dedicado principalmente a exponer ejemplares bibliográficos como los códices de Virgilio y el Rollo de Josué, entre otros.
La biblioteca permaneció y fue cerrada al público en el año 2007 por obras de restauración, con una duración prevista de unos tres años.

### Museo Sacro
Como era habitual antiguamente en las bibliotecas, además de libros se conservaban otros objetos de colección, en este Museo Sacro se exponen obras de arte menor medieval, como el Díptico de Rambona del siglo IX. Este museo fue un proyecto del papa Benedicto XIV (1740-1758), según reza en una inscripción que se puede leer en la entrada:

Para acrecentar el esplendor de la Urbe y testimoniar la verdad de la religión mediante los monumentos sagrados de los cristianos.
Benedicto XIV

### Museo Profano
Benedicto XIV dispuso de una nueva sala para la colección de arte profano, con el objetivo de reunir las obras menores de la Antigüedad, tal como había hecho con las de arte sacro. La colección consta de importantes pinturas romanas del siglo I como las Bodas aldobrandinas, copia romana de principios del Imperio de un original griego del pintor Etión, y unos frescos con relatos de la Odisea.

### Gabinete de Medallas
Como los anteriores, esta colección procede de la Biblioteca Vaticana y contiene más de 100 000 piezas, divididas entre las monedas romanas y las pontificias, siendo una de las más extensas que se conocen dentro de su especialidad.

## Museo Pío-Clementino

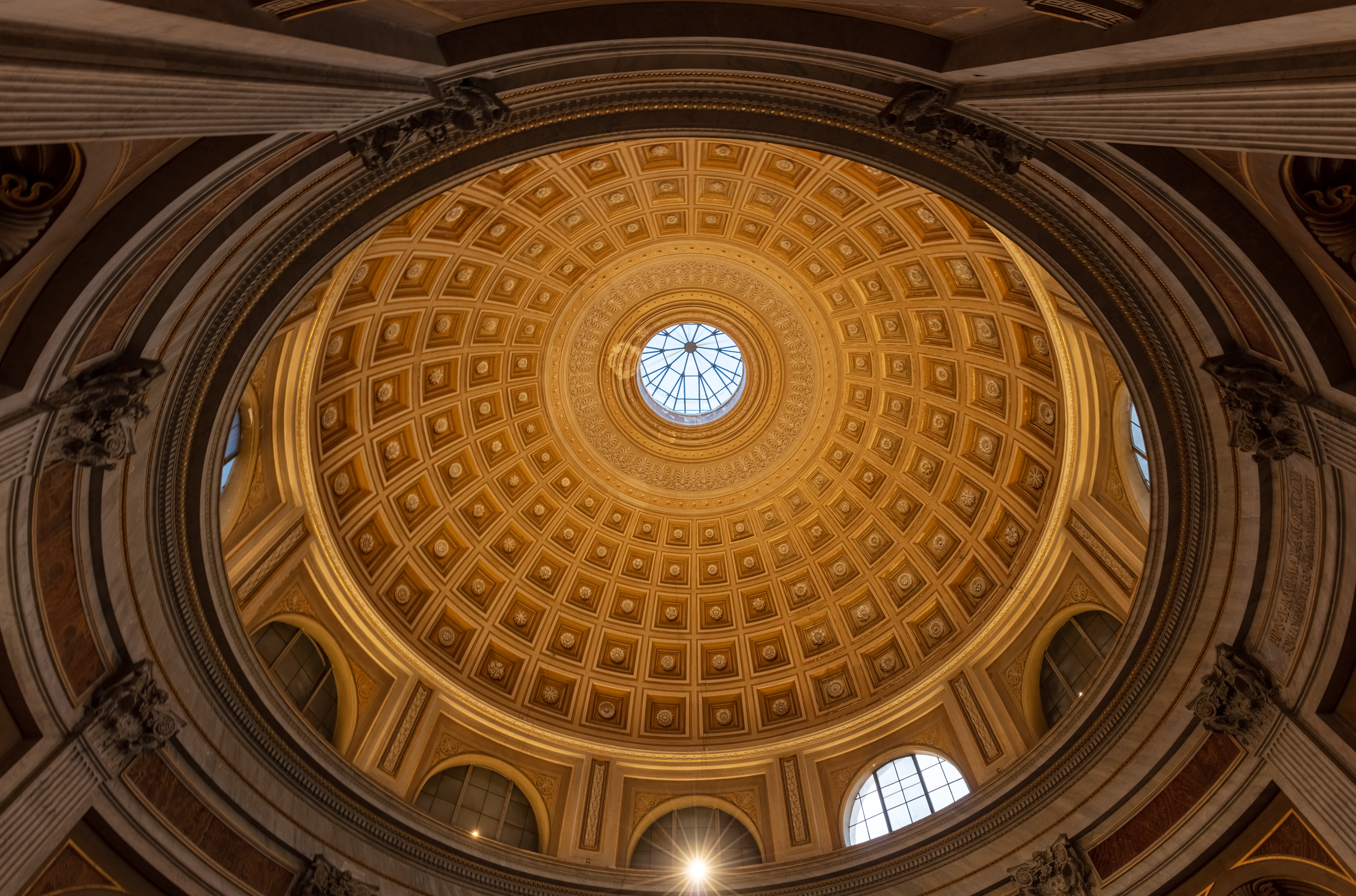
Cúpula en el museo pío-clementino.

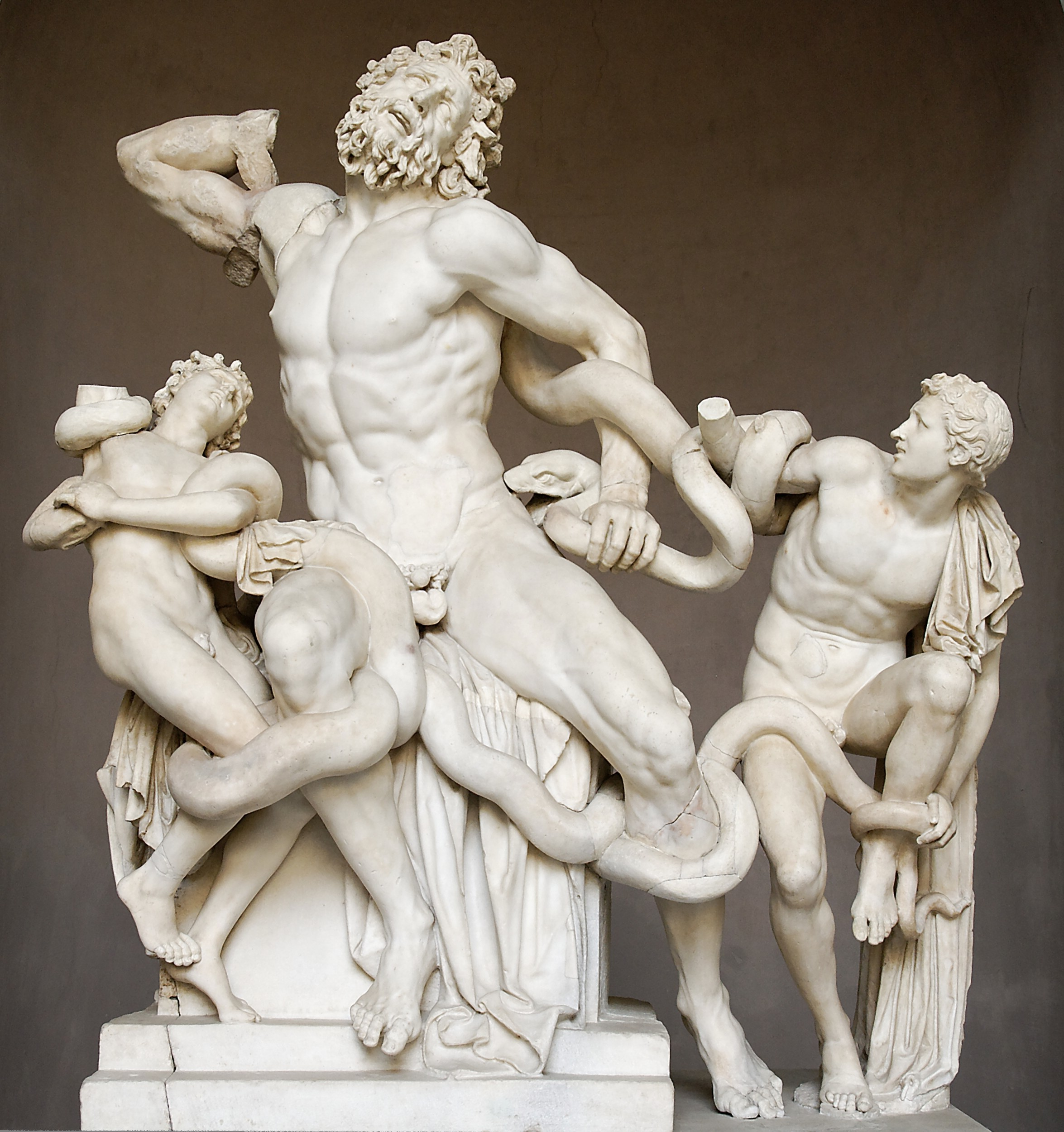
Grupo escultórico de Laocoonte y sus hijos

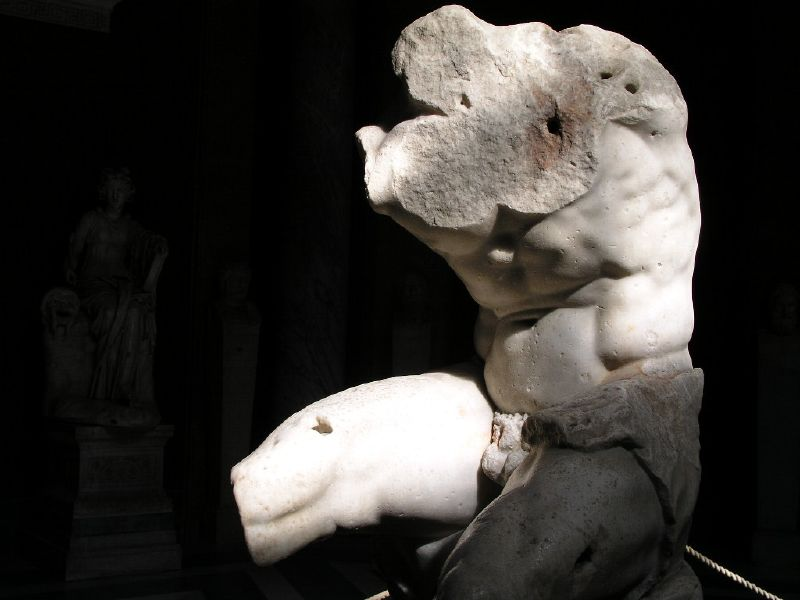
Torso de Belvedere, pieza neoática; en la inscripción del pedestal se lee: "Hecho por Apolonio, hijo de Néstor, ateniense".

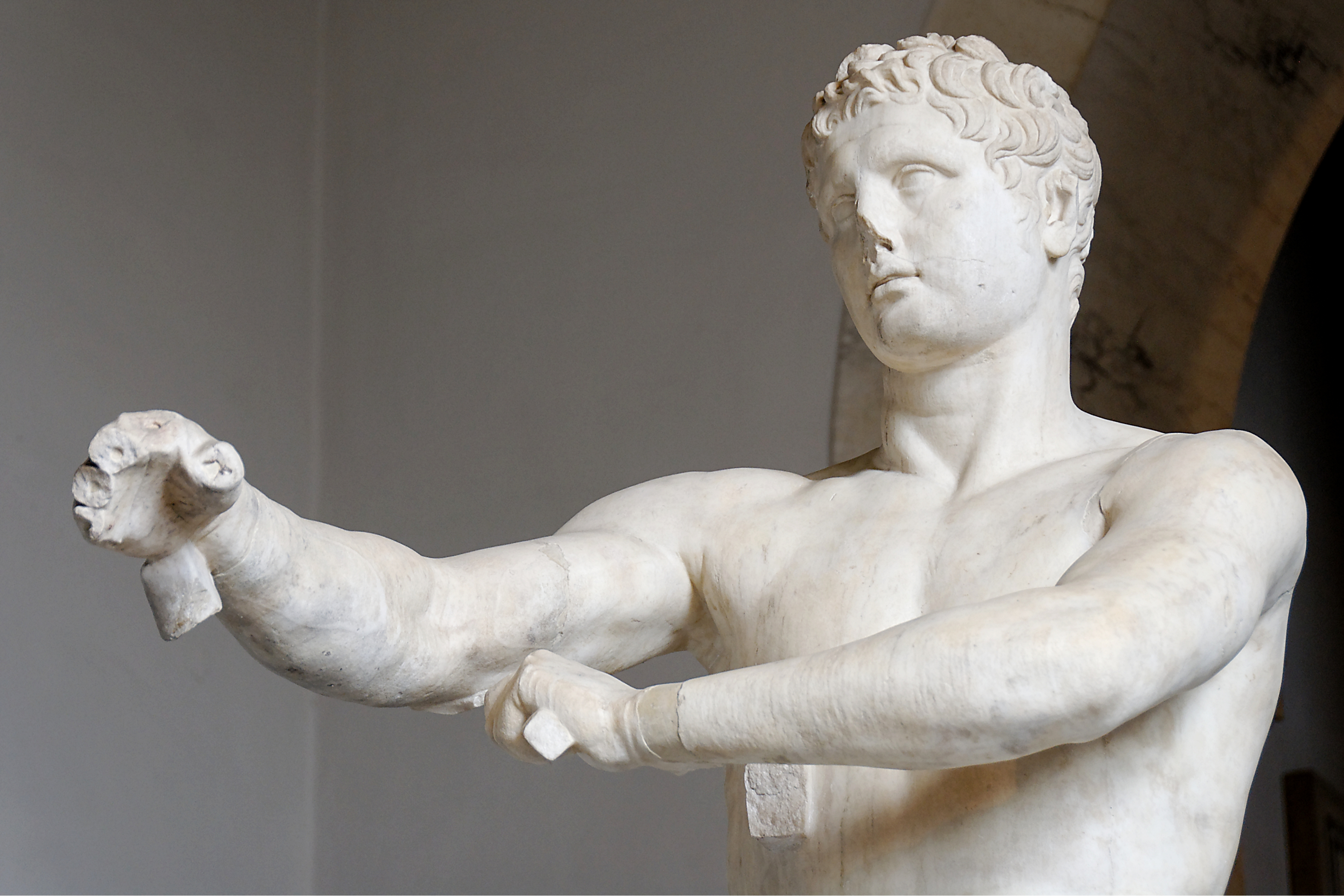
Detalle del Apoxiomenos, copia romana del original griego del escultor Lisipo.

Fue el primer museo vaticano, fundado por el papa Clemente XIV en 1771. A cargo de los arquitectos: Alessandro Dori (fallecido en 1772), Michelangelo Simonetti y más tarde por Camporesi.
Originalmente contenía obras del Renacimiento y antigüedades clásicas. Tras la muerte de Clemente XIV, el museo y su colección fueron ampliados por el papa Pío VI (1775-1799).
Pio VI se encargó de construir una entrada, el atrio de las Cuatro Cancelas, desde el cual se accedía subiendo por la escalera Simonetti hasta la Sala en forma de Cruz Griega, por donde se accedía a la Sala Redonda, después la Sala de las Musas, la Sala de los Animales y por último al antiguo Patio de las Estatuas del Belvedere, ahora llamado Patio Octógono. El recorrido actualmente "obligado" es en sentido contrario, desde el Vestíbulo Cuadrado hasta la Sala I (Sala en forma de Cruz Griega).
Fue en el año 1797 cuando las obras maestras del museo fueron llevadas a París según el Tratado de Tolentino. Estas regresarían al museo entre las fechas 4 de enero y 11 de agosto de 1816, según la orden del Congreso de Viena, ya durante el papado de Pío VII.
Tras la muerte de Pío VI, se le dio su nombre actual, por haber aumentado considerablemente el número de obras de arte que este museo contenía, a pesar de haber perdido las obras maestras como consecuencia del Tratado de Tolentino.
Durante el papado de Pablo VI el museo volvió a tener cambios (durante los años 1972-75) con la colocación de algunas obras de distinta forma para facilitar las visitas de los turistas, se instaló además (también en el resto del Vaticano) un sistema de vigilancia televisivo y de telecomunicaciones. No recibiría en el futuro grandes cambios que afectasen significativamente al número de obras.
Este museo muestra esculturas romanas y griegas en las doce salas que dispone, así como en el Patio Octógono. El origen de buena parte de las esculturas se debe a la colección privada del papa Julio II, que hasta final del siglo XVIII se mantuvo en los jardines del palacio de Belvedere.

### Obras representativas
- Laocoonte y sus hijos, copia romana en mármol del siglo I realizada por Agesandro, Polidoro y Atenodoro de Rodas, de un original griego del siglo II a. C.
- Apolo de Belvedere, copia romana del siglo II de un original griego del 330 a. C. aproximadamente.
- Apoxiomeno, copia romana de un original griego del escultor Lisipo, del 320 a. C. aproximadamente.
- Apolo Sauroktonos, copia de un original de Praxíteles del año 350 a. C. aproximadamente.
- Torso de Belvedere, original del siglo I a. C. del escultor Apolonio.
- Sarcófago de Helena de Constantinopla, del siglo IV.
- Sarcófago de Constantina, hija de Constantino I el Grande.
- Sarcófago de Sabinus.

## Museo Chiaramonti
Toma el nombre de su fundador Barnaba Chiaramonti, el papa Pío VII (1800-1823), que le encargó al escultor Antonio Canova la organización y la reforma del mismo. Se encuentra dividido en tres galerías:
- Galería Chiaramonti, en el corredor de Bramante, donde se exponen numerosas esculturas y sarcófagos.
- Galería Lapidaria, que consta de una colección de más de tres mil piezas, con gran variedad de epígrafes.
- Galería del Braccio Nuovo, constituida por el arquitecto italiano Raffaele Stern en 1817, donde se presentan importantes obras de escultura antigua.

### Obras representativas
- Atenea Giustiniani, copia romana del siglo II.
- Doríforo, copia romana del bronce griego del escultor Policleto del siglo V a. C.
- Augusto de Prima Porta, copia en mármol del año 20 de una anterior en bronce y oro.

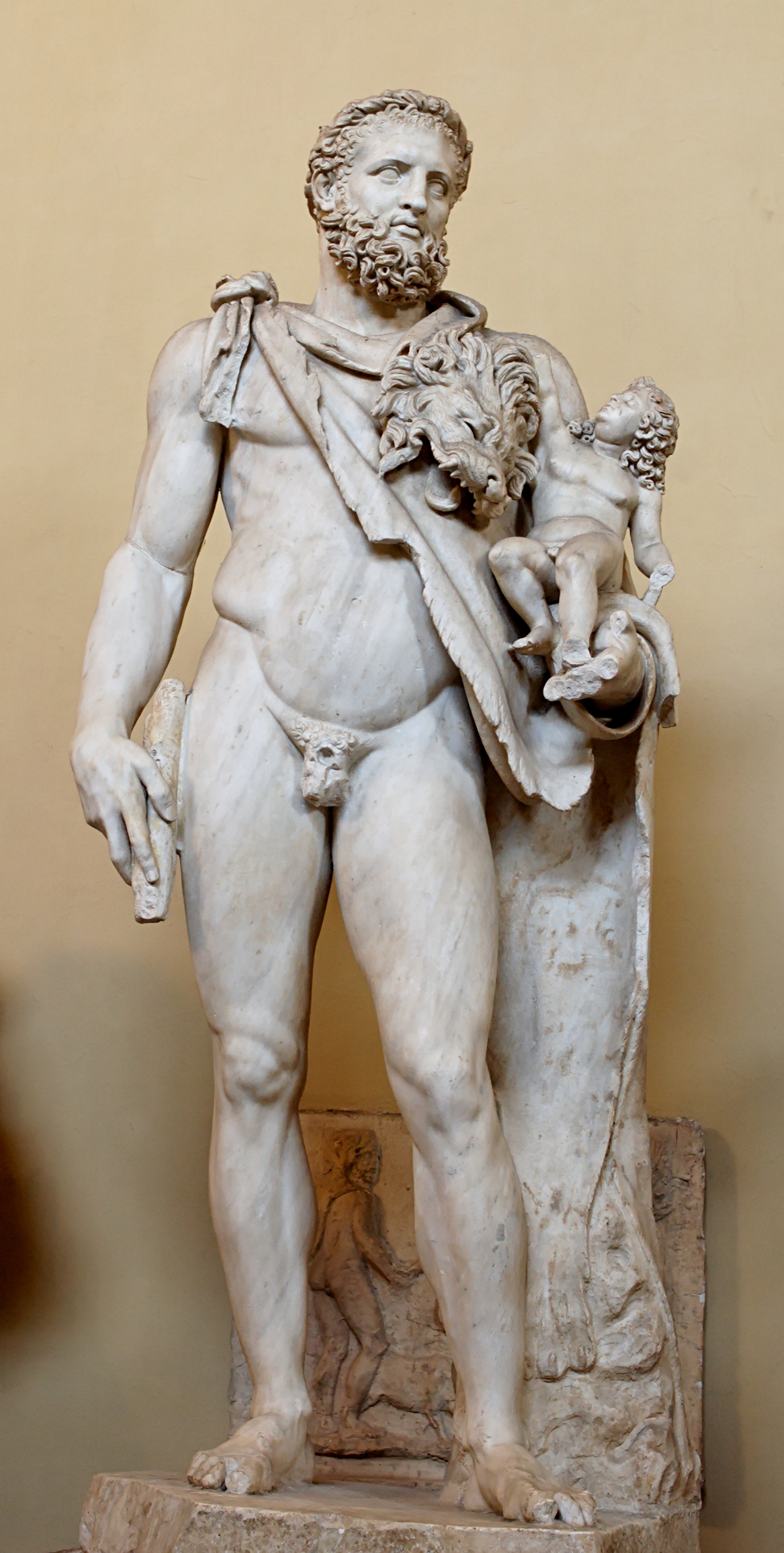
Heracles con el pequeño Télefo, copia romana en mármol de un original griego del siglo IV a. C.
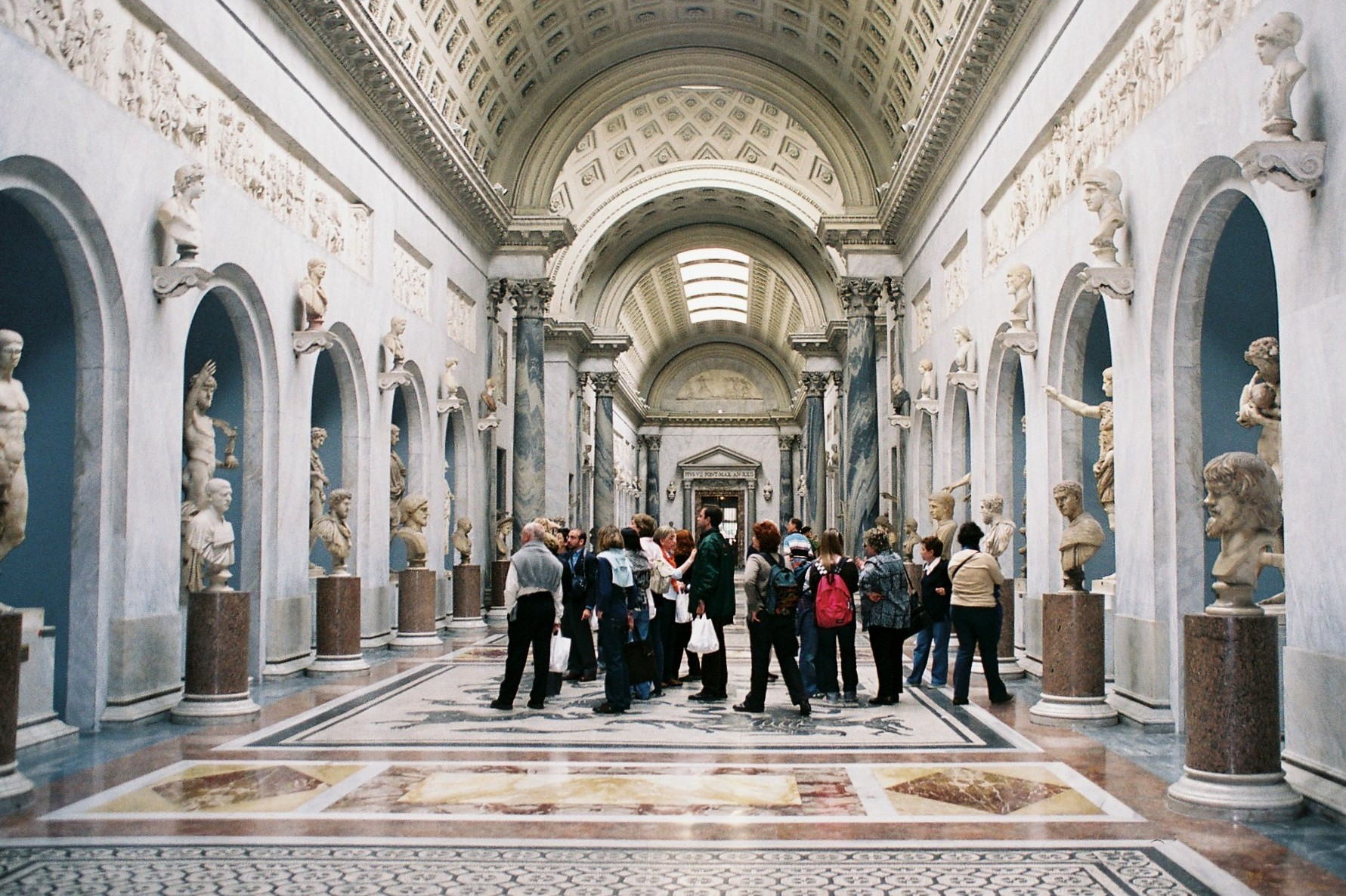
Galería del Braccio Nuovo, perteneciente al Museo Chiaramonti
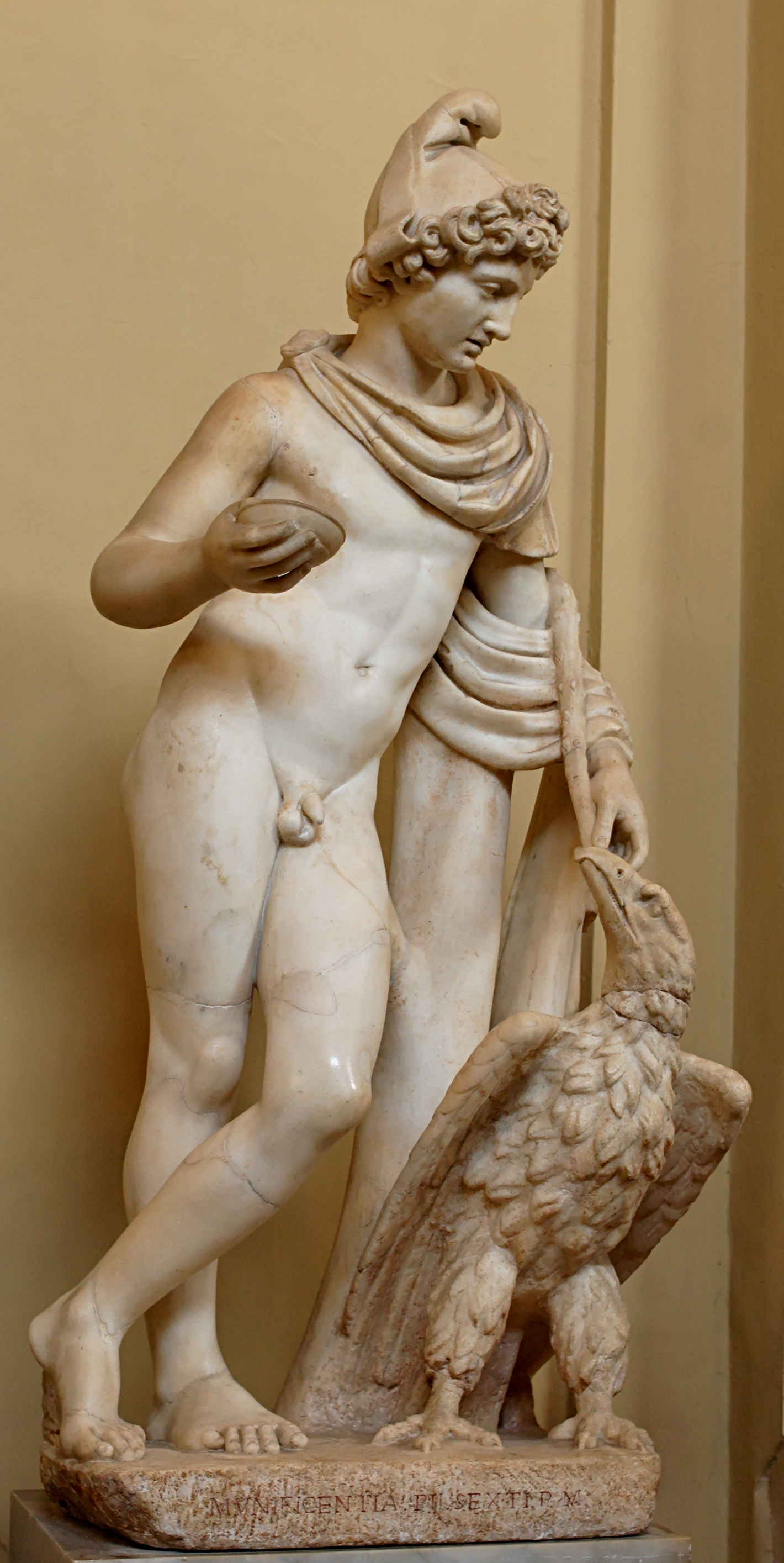
Ganimedes con Zeus transformado en águila, en mármol de la época del imperio romano
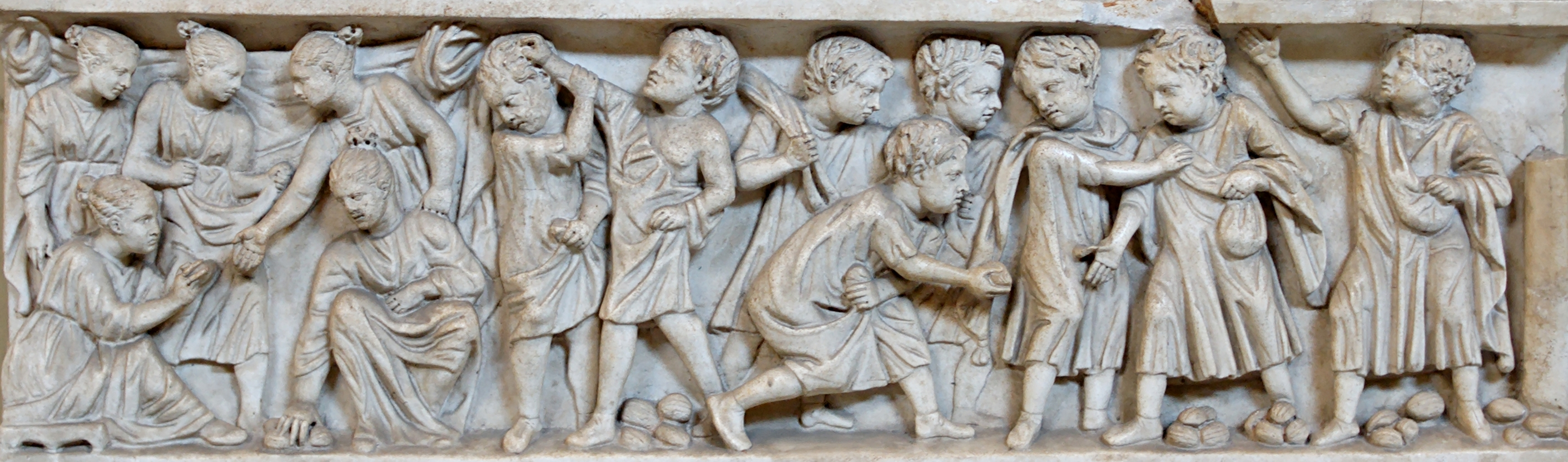
Niños jugando con nueces, panel de un sarcófago, obra romana del siglo III

## Museo Gregoriano Etrusco

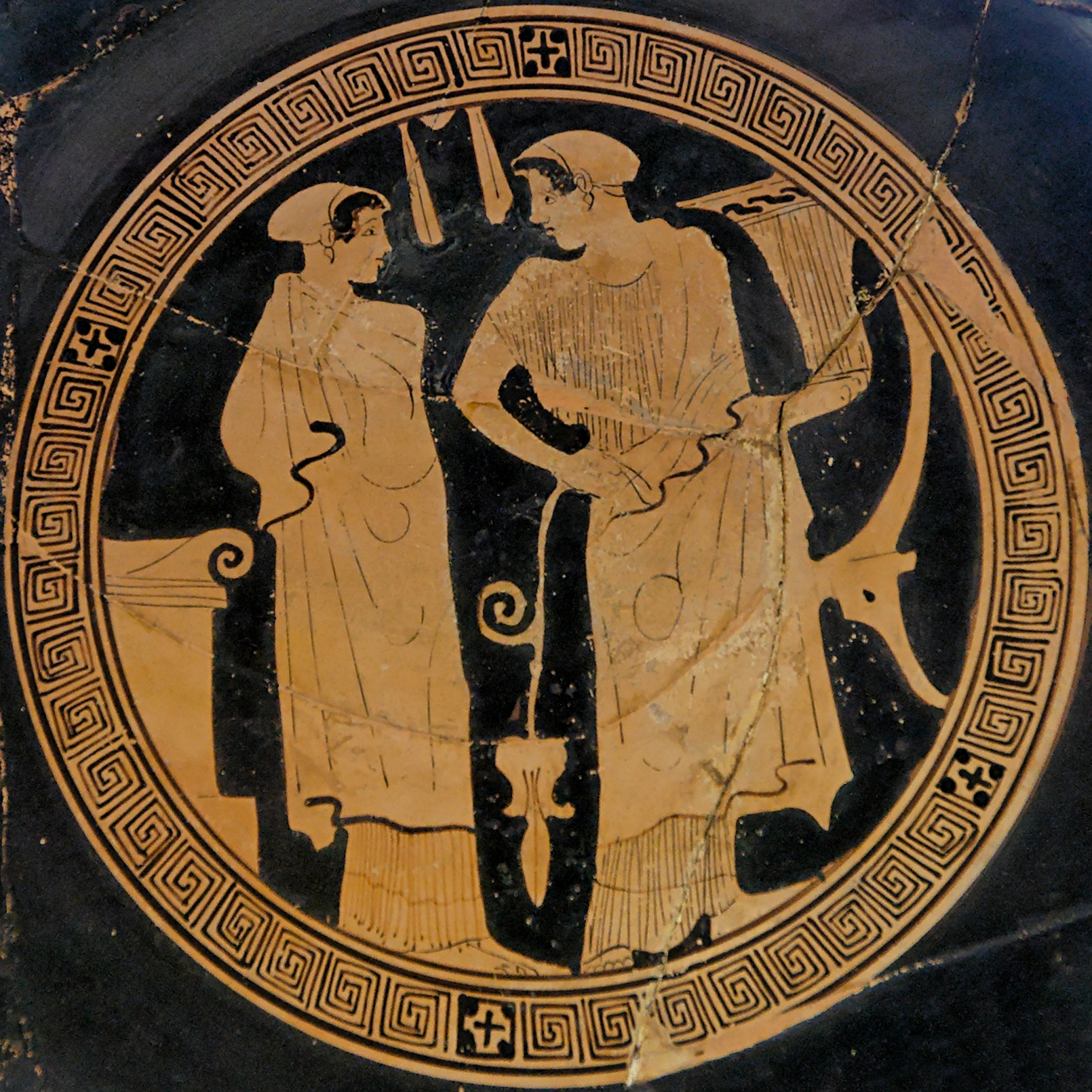
Mujeres al borde de un altar en el interior de un kílix con figuras rojas atribuido al pintor de Comacchio hacia el 450 a. C.

En 1837, fue fundado el museo etrusco, por el papa Gregorio XVI (1831-1846). Este museo tiene descubrimientos arqueológicos que aparecieron durante las excavaciones que se llevaron a cabo a partir de 1828 en el sur de Etruria hasta el 1870, año en el que los Estados Pontificios se tuvieron que limitar al perímetro del Vaticano. Posteriormente, se incorporaron al museo obras de gran importancia:
- En 1898, se produjo la compra de la colección Falcioni
- En 1935, recibió donaciones de parte de Benedetto Guglielmi
- En 1967, recibió donaciones de Mario Astarita
- En 1987, se produjo la compra de la colección de Giacinto Guglielmi

El museo contiene material del siglo IX  a. C. hasta el siglo I, y abarca desde la edad de hierro hasta material encontrado en las ciudades etruscas. La historia milenaria de los etruscos está contada por medio de cerámicas, y objetos de bronce, oro y plata que demuestran que esta era una civilización particularmente artística. También cuenta con una colección de vasos griegos, que fueron encontrados en cementerios etruscos. Adyacente a este museo, se encuentra una sección dedicada a antigüedades romanas, provenientes de la misma Roma y de Lacio.

### Obras representativas
- Pectoral de oro de la tumba Regolini Galassi, Cerveteri, mediados del siglo VII a. C.
- Acroterio con caballo alado de Cerveterio, siglo V a. C.
- Ánfora ática de cerámica de figuras negras de Exequias, datada entre 540 y 530 a. C.
- Kílix atribuido al pintor de Comacchio, hacia el 450 a. C.
- Monumento funerario con Adonis agonizante de Tuscania, siglo III a. C.

Este museo se encuentra localizado dentro del Palacio de Inocencio VIII (1484-1492) y en un edificio contiguo de la época de Pío IV (1559-1565), donde se pueden observar frescos de Federico Baroci y de Federico Zucari, entre otros pintores. Está compuesto por 22 salas.

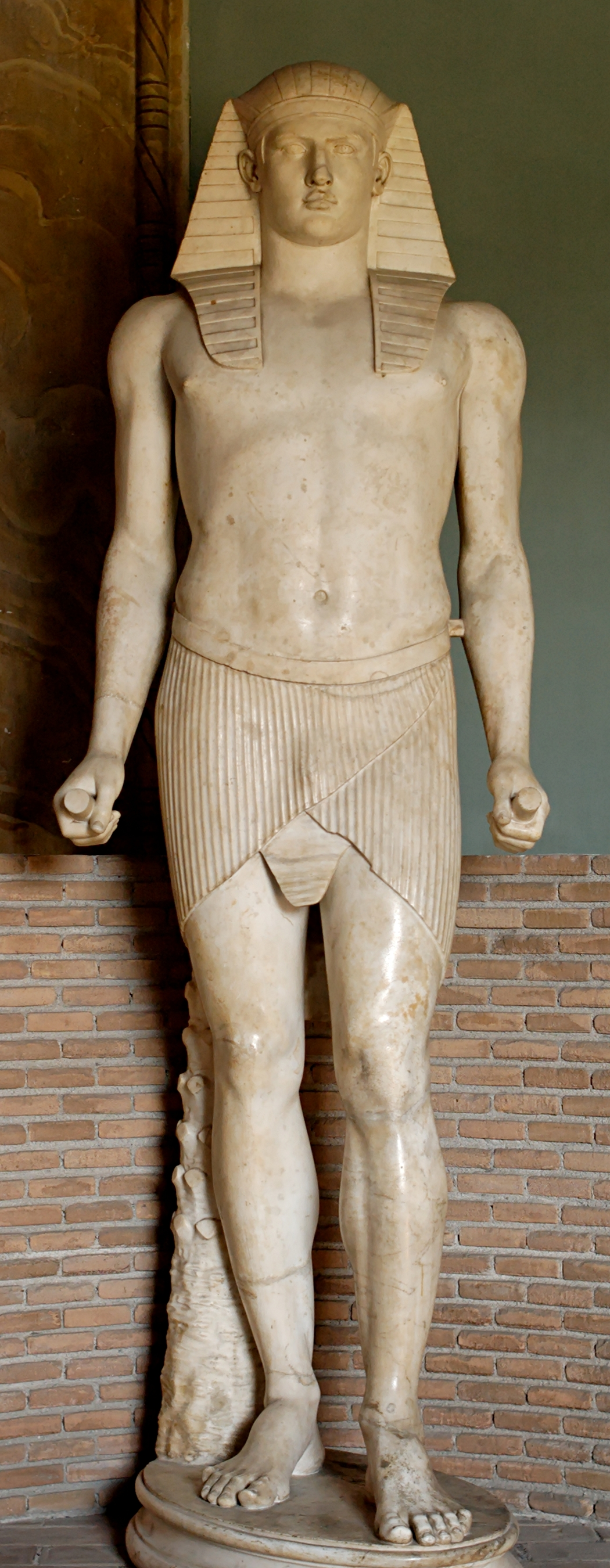
Estatua de Antinoo, (117 a 138 d. C.)

## Museo Gregoriano Egipcio
En 1839 se estableció el Museo Egipcio, con antiguos objetos extraídos de excavaciones de esa región, junto a otras piezas que se encontraban diseminadas en el Vaticano y en el Museo Capitolino. Este museo también fue fundado por Gregorio XVI. Las piezas que aquí se encuentran provienen de Egipto, de Roma y de Villa Adriana de Tívoli, proviniendo algunas de ellas de colecciones privadas como la colección de Carlo Grassi, cedida a Pío XII y que consiste en bronces egipcios de los siglos X al IV a. C., así como el famoso Libro de los muertos.
El interés de los papas por las obras de Egipto estaba relacionado al rol fundamental atribuido a este país con las Sagradas Escrituras en la Historia de la Salvación. El museo ocupa nueve salas divididas por un semicírculo abierto hacia una terraza que cuenta con numerosas esculturas. En dos de estas salas se encuentran objetos encontrados en la antigua Mesopotamia y en el Levante mediterráneo.

### Obras representativas
- Máscara de una momia (656 a 332 a. C.)
- Estatua de Antínoo (117 a 138 d. C.)
- Torso del faraón Nectanebo I (380 a 362 a. C.)

## Museo Gregoriano Profano
El Museo Gregoriano Profano, fue fundado en 1844 por el papa Gregorio XVI en el Palacio de Letrán, fueron posteriormente transferidas, bajo el pontificado de Juan XXIII (1958-1963), hacia su actual ubicación dentro del Vaticano.
Contiene estatuas, bajorrelieves, esculturas y mosaicos de la era romana. Fue ampliado en 1854, bajo el pontificado de Pío IX (1846-1878), con la adición del Museo Cristiano Pío, que contiene antiguas esculturas, especialmente sarcófagos, ordenados por la temática, con inscripciones con contenido cristiano.
Entre 1856 y 1869 se abrieron dos salas que alojaron monumentos provenientes de las excavaciones de Ostia, entre otras.
En 1910, bajo el pontificado de San Pío X (1903-1914), fue establecido el Lapidario Hebreo. Esta sección contiene 137 inscripciones en hebreo antiguo provenientes de cementerios en Roma, la mayoría de un cementerio ubicado en la Vía Portuense, de las catacumbas de Monteverde al lado del río Tíber, descubiertas en 1602, si bien no fueron exploradas hasta los años 1904-1906. Estas inscripciones fueron donadas por los marqueses Pellegrini-Quarantoti, quienes eran los dueños del terreno.

## Museo Misionero Etnológico
Fue fundado en el año 1927 por el papa Pío XI (1922-1939), y si situó en principio en el Palacio de Letrán, al lado de la basílica de San Juan de Letrán, hasta el año 1963, cuando el papa Juan XXIII (1958-1963) lo trasladó al Vaticano.
Durante unos años permaneció cerrado al público por obras de reforma y conservación. Ha estado reestructurado en cuatro secciones y con subdivisiones dedicadas a las prácticas religiosas de cada estado de Asia, Oceanía, África y América. Se cifra en unas 80.000 piezas la colección de este museo. Muchas de estas obras fueron cedidas al papa con ocasión de la Exposición Universal Misionera del Año Santo de 1925, contiene también, importantes legados como el de la colección del antiguo Museo Borgiano de Propaganda o los retratos en yeso de amerindios, realizados por el escultor alemán Ferdinand Pettrich (1798-1872).

## Pinacoteca Vaticana
Después de la invasión de Roma por las tropas de Napoleón, un importante número de obras de arte fueron trasladadas al Museo del Louvre de París, según el Tratado de Tolentino. En el año 1815, se estableció una cláusula en el Congreso de Viena en la que se acordaba el retorno de estas obras, con la exigencia al papa Pío VII (1800-1823) de exponerlas públicamente, ya que durante el siglo XVIII, solo se habían organizado exposiciones puntuales.
Las obras, una vez recuperadas, fueron expuestas primero en los departamentos Borgia, pero a causa de las malas condiciones en que se encontraban se procedió a trasladarlas nuevamente. Pío X (1903-1914) hizo acondicionar los establos de Belvedere, que también resultaron poco adecuados por las condiciones térmicas desfavorables; esto y el aumento constante del número de obras para exponer hizo que el papa Pío XI ( 1922-1939), encargase la construcción de un nuevo edificio al arquitecto milanés Luca Beltrami el año 1932.
Son cerca de quinientas las obras que se exhiben en la Pinacoteca Vaticana. Las pinturas están expuestas en dieciocho salas, ordenadas cronológicamente del siglo XII hasta finales del siglo XIX, con una representación de las mejores escuelas italianas: la sienesa (Perugino), la florentina (Giotto di Bondone, Leonardo da Vinci), la veneciana (Giovanni Bellini, Tiziano) y la boloñesa (Guido Reni).

### Obras representativas
| Pintura | Título y medida                                                                          | Autor y fecha              | Descripción |
| ------- | ---------------------------------------------------------------------------------------- | -------------------------- | --- |
|         | Tríptico Stefaneschi pintura al óleo sobre madera 223 × 255 cm                           | Giotto di Bondone 1320     | Encargado por el cardenal Stefaneschi para el altar mayor de la basílica de san Pedro del Vaticano, está pintado dentro de una estructura gótica con un fondo dorado propio del arte medieval, a pesar de que el naturalismo de las figuras ya se acerca al Renacimiento. En la tabla central se encuentra el Cristo entronizado, mientras que en la predela aparece la Virgen con los doce apóstoles. |
|         | San Nicolás salvando el barco óleo sobre madera 34 × 60 cm                               | Fra Angelico 1437          | Las Historias de san Nicolás de Bari son una de las obras más importantes de Fra Angelico, realizada por encargo del obispo Guidalotti para la capilla de San Nicolás de la iglesia de San Domomingo en Perusa, donde se narran los hechos de la vida del santo. En la Pinacoteca Vaticana se conservan dos tablas. |
|         | Los milagros de san Vicente Ferrer (detalle) Pintura al temple sobre madera 300 × 215 cm | Ercole Ferrarese 1473      | Detalle de la parte derecha, donde se puede observar la influencia miniaturista del último gótico. Se narra en diversas escenas los milagros de san Vicente Ferrer, santificado en el año 1455 y que se tenía gran veneración en Italia durante el último cuarto del Quattrocento, razón por la cual se representó en muchas pinturas. |
|         | Ángel tocando el laúd fragmento de fresco 93,5 × 117 cm                                  | Melozzo da Forlì 1480      | Se trata de un fragmento de la decoración para el ábside de la iglesia de los Santos Apóstoles de Roma; se exponen otros fragmentos con diferentes ángeles. Este ángel presenta un magnífico dibujo de la perspectiva, con un acusado escorzo. Muestra un trazo puro de la cara, recortada sobre los cabellos. El fondo es azul y el resto de la gama de colores recuerda a su maestro Piero della Francesca. |
|         | San Jerónimo óleo sobre madera 103 × 74 cm                                               | Leonardo da Vinci 1482     | Obra inacabada de Leonardo, realizada en Florencia. La representación de san Jerónimo entre rocas hace crecer el misterio de la escena; el dramatismo se provoca por la anatomía del cuerpo y la expresión de la cara del santo. El león que se aprecia insinuado en primer término en la parte derecha representa un de los atributos de san Jerónimo. Se cuenta que el cardenal Fesch encontró la pintura partida en dos mitades, una de ellas servía como fondo de un cofre y la otra se utilizaba como la parte superior del tamborete de un zapatero. |
|         | Santa Flavia temple sobre madera                                                         | el Perugino 1496-1499      | La tabla de santa Flavia, junto con las dedicadas a san Benito y a san Plácido, es una parte de les tres que formaban la predela pera el altar mayor de la iglesia de San Pedro de Perusa: El rostro de la santa, tratado con un cierto idealismo y con la mirada dirigida hacia el cielo, parece pedir clemencia ante su próximo martirio. Estos tipos de facciones influyeron en gran manera en Rafael, que trabajó de aprendiz con el Perugino. |
|         | Transfiguración temple sobre madera 410 × 279 cm                                         | Raffaello Sanzio 1516-1520 | Rafael divide esta obra en dos partes: la superior es la celestial, con la presencia de Cristo rodeado por una gran luz, al lado de los apóstoles flotando en el cielo; la parte inferior es la terrenal, con un niño en la parte derecha, representado como poseído por el demonio, con una mirada de horror en el rostro. Sobresale la figura de la mujer arrodillada, que parece más una escultura clásica que un ser humano. |
|         | Descendimiento de la cruz óleo sobre tela 300 × 203 cm                                   | Caravaggio 1602-1604       | Pintado durante la madurez del artista para una capilla de Santa María in Vallicella en Roma, se muestra el desconsuelo de los personajes frente la muerte de Cristo. El rostro de María, junto con sus brazos levantados hacia el cielo, potencia el dramatismo del momento. |
|         | Crucifixión de san Pedro óleo sobre madera 305 × 171 cm                                  | Guido Reni 1604-1605       | Esta pintura se inspira en otra del mismo tema realizada por Caravaggio. Las piernas de san Pedro, lívidas por la poca irrigación sanguínea, son el punto central de la pintura. El juego de los colores blanco y rojo da vigor al ambiente triste. Otro punto de composición es el ángulo recto que forman los brazos de san Pedro. |
|         | Martirio de san Erasmo óleo sobre tela 320 × 186 cm                                      | Nicolas Poussin 1628-1629  | Este pintor francés es un importante representante del clasicismo francés. La composición de la pintura se basa en líneas diagonales que convergen en la figura que representa san Erasmo en su cruel martirio: le sacan el intestino del cuerpo, aún en vida, y lo enrollan en un torno. La luz resalta la escena, tratada con un aire clásico y con gran contraste con el color de las vestiduras bajo el cuerpo del santo. |

## Colección de Arte Religioso Moderno
La colección inaugurada por Pablo VI (1963-1978), el año 1973, se realizó bajo los criterios de renovación del Concilio Vaticano II y está compuesta por 800 piezas distribuidas en 55 salas. Representan los movimientos artísticos del siglo XX y los fondos provienen de donaciones realizadas por coleccionistas o por los mismos artistas.
Entre los artistas expuestos hay, entre otros, Auguste Rodin, Vincent van Gogh, Paul Gaugin, Maurice Denis, Odilon Redon, Vasili Kandinski, Marc Chagall, Paul Klee, Ernst Barlach, Max Beckmann, Otto Dix, Maurice Utrillo, Giorgio de Chirico, Giorgio Morandi, Georges Rouault, Oskar Kokoschka, Bernard Buffet, Renato Guttuso, Giacomo Balla, Francis Bacon, Giacomo Manzù, Pablo Serrano, Eduardo Chillida, Salvador Dalí y Pablo Picasso.

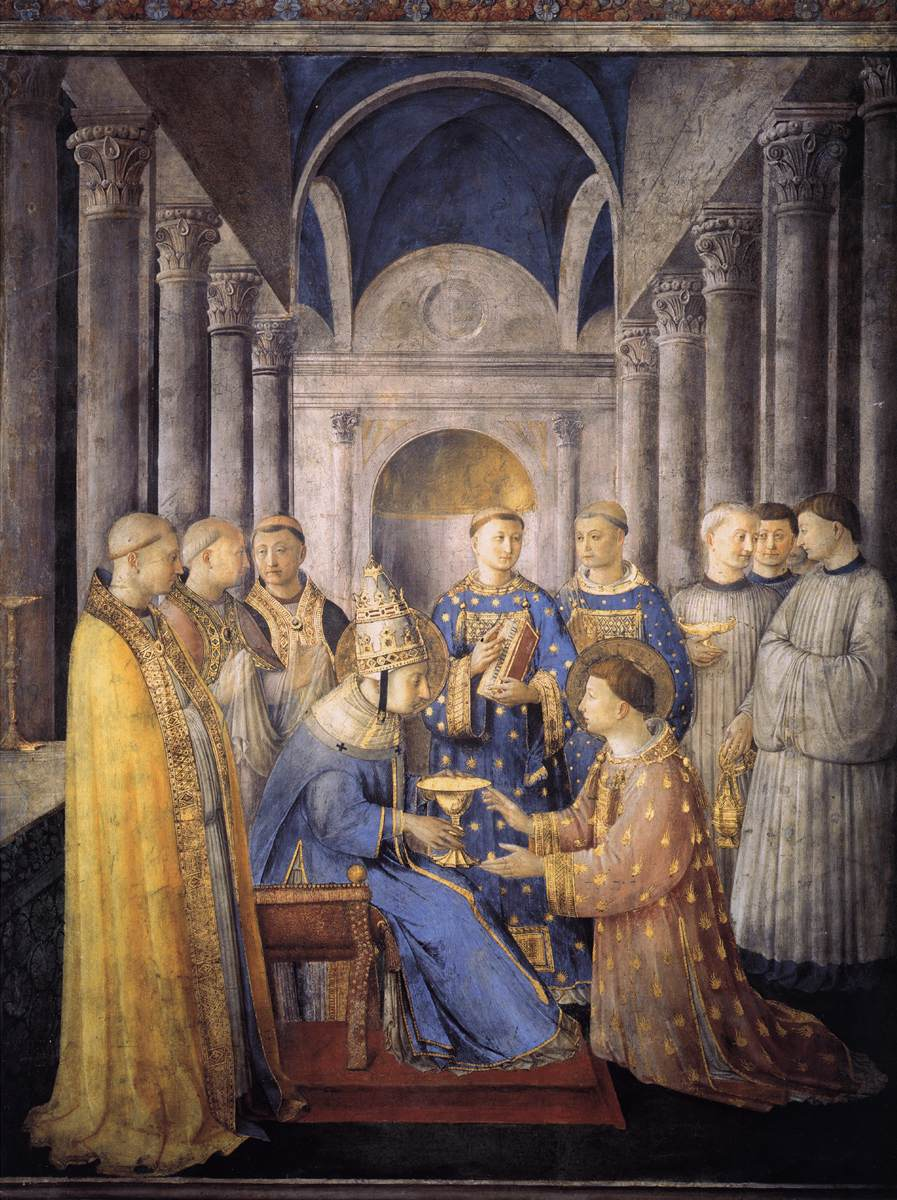
Consagración de san Lorenzo como diácano, fresco de la Capilla Nicolina.

Detalle de la Resurrección del Pinturicchio con el retrato del papa Alejandro VI.

## Capilla Nicolina
Construida bajo el pontificado de Nicolás V (1447-1455) en el segundo piso del palacio papal, se encargó la decoración pictórica a Fra Angelico, quien lo realizó entre los años 1447 y 1451, en plena madurez de su carrera artística. El pintor pintó al fresco la vida de los santos Esteban y Lorenzo; las divisiones las hizo mediante elementos arquitectónicos netamente clásicos con arcos de medio punto y colores pasteles, los tejidos de las vestiduras fueron ricamente trabajados. Además, también representó a ocho Padres de la Iglesia (griega y romana) y a los cuatro evangelistas en las esquinas de la bóveda.
Fra Angelico, pintó las diversas escenas de la vida de san Esteban en el registro superior, y en el inferior la vida de san Lorenzo, un diácono natural de Huesca, que fue nombrado tesorero papal en el siglo III y que, al negarse entregar los tesoros de la iglesia a los romanos, fue martirizado. El pintor hace una narración de gran naturalismo, que enmarca la obra plenamente en el renacimiento.

## Aposentos Borgia
Rodrigo de Borgia, cuando fue nombrado papa con el nombre de Alejandro VI (1492-1503), fue quien encargó al Pinturicchio, discípulo del Perugino, la decoración de sus estancias, compuestas por seis salas. Para cada una de ellas, escogió un tema diferente:
- Sala de la Sibilia: temas sobre apóstoles y profetas.
- Sala del Credo: igual que la anterior con temas sobre apóstoles y profetas.
- Sala de las Artes Liberales: alegorías de la Retórica, la Música, la Gramática, la Astrología, la Dialéctica y la Aritmética.
- Sala de los Santos: la Disputa de santa Catalina, san Antonio y san Pablo Ermitaño, la Visitación, el martirio de san Sebastián, santa Bárbara, santa Susana y la Virgen y el Niño.
- Sala de los Misterios: la Anunciación, la Epifanía, la Natividad, la Ascensión, el Pentecostés, la Asunción y la Resurrección en la que aparece Alejandro VI retratado con gran lujo.
- Sala de los Pontífices: temas de astrología, eliminándose los antiguos retratos papales existentes realizados por Giotto y Giovanni da Udine.

El decorado del techo está realizado con molduras y dorados tratando de ensalzar los símbolos del comitente con un gran emblema pontificio con el escudo de los de Borja o Borgia.
A la muerte de Alejandro VI las salas fueron cerradas, hasta que en 1897, durante el pontificado de León XIII, se restauraron y fueron abiertas al público.

## Estancias de Rafael

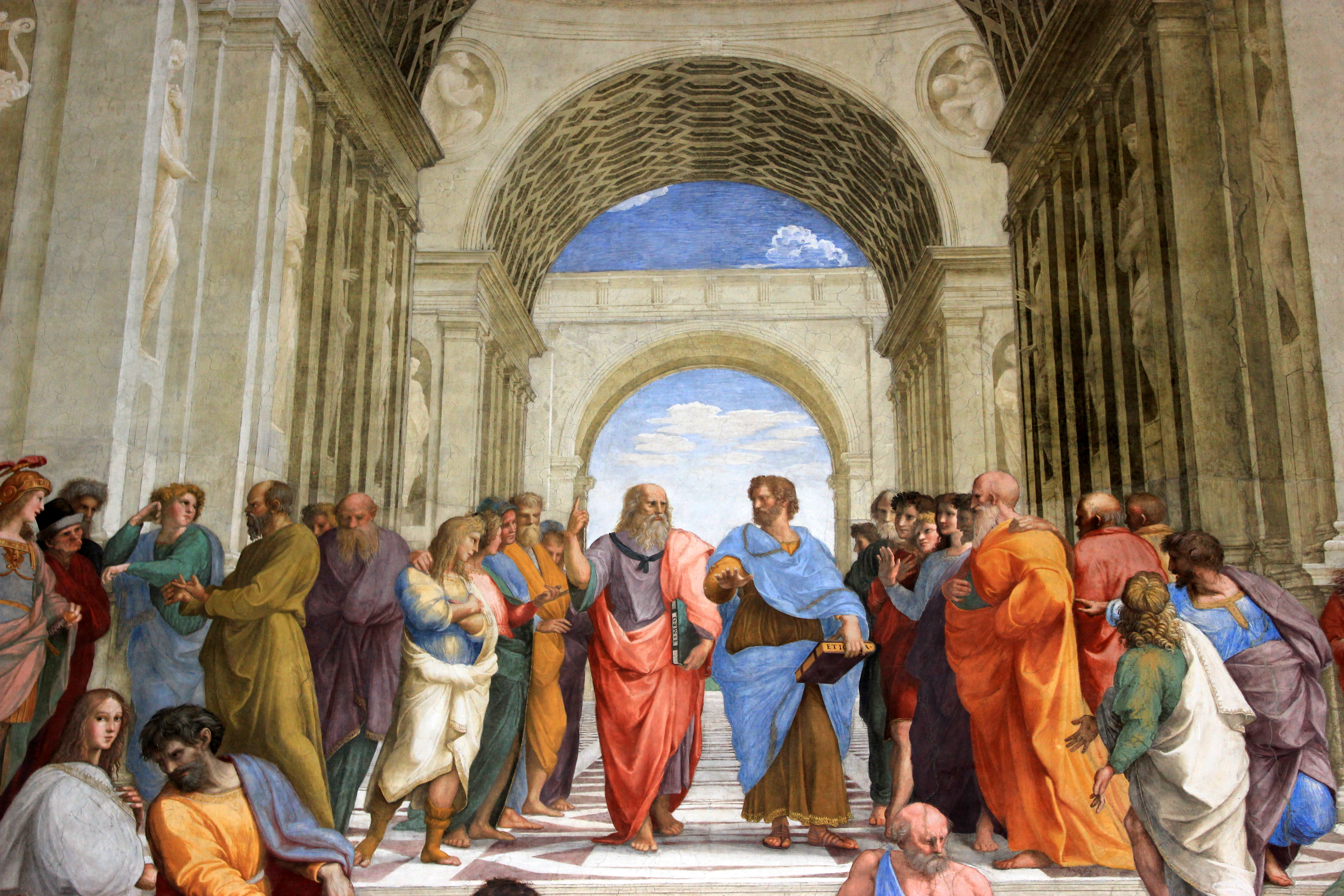
La Escuela de Atenas.

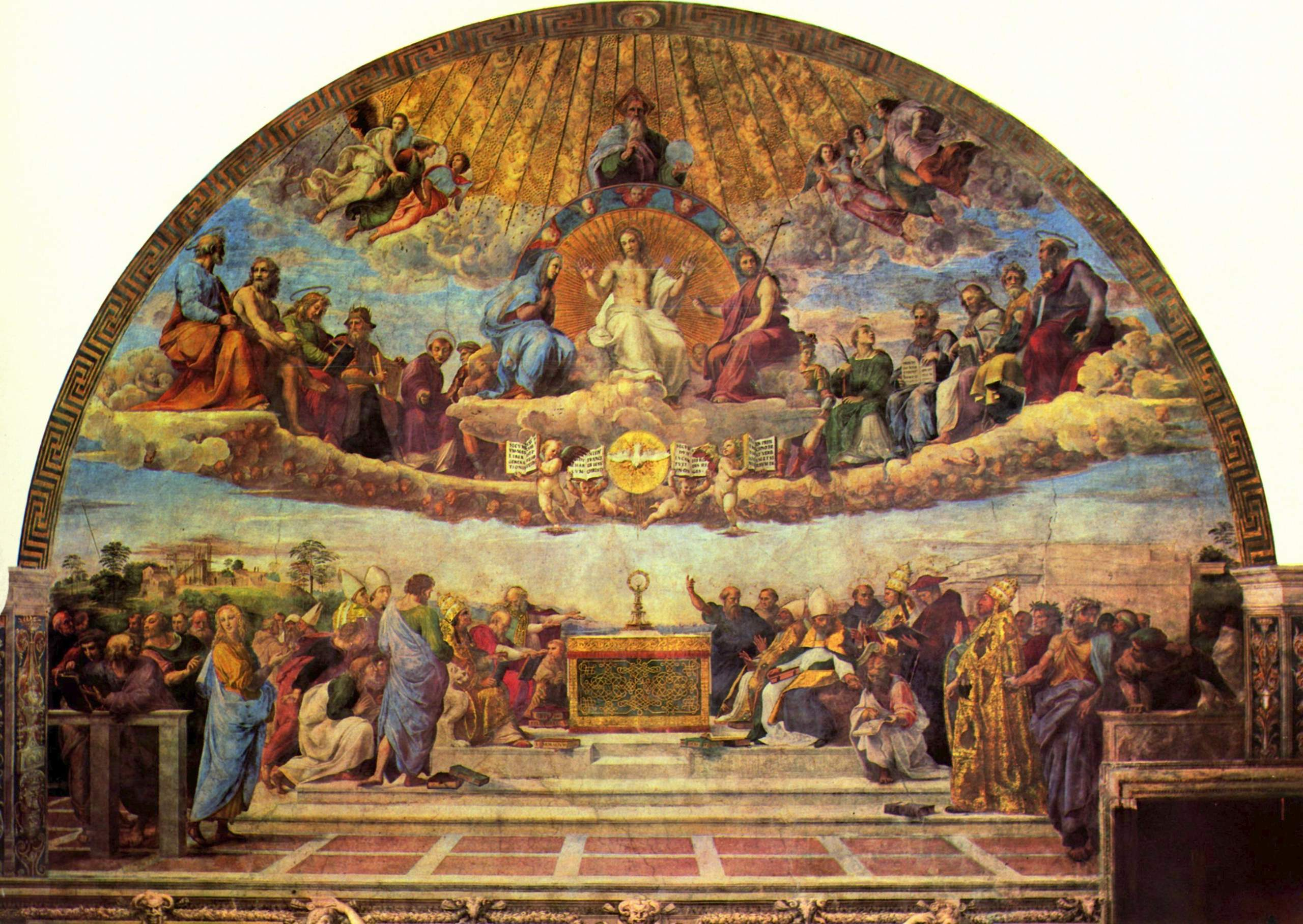
La disputa del Sacramento.

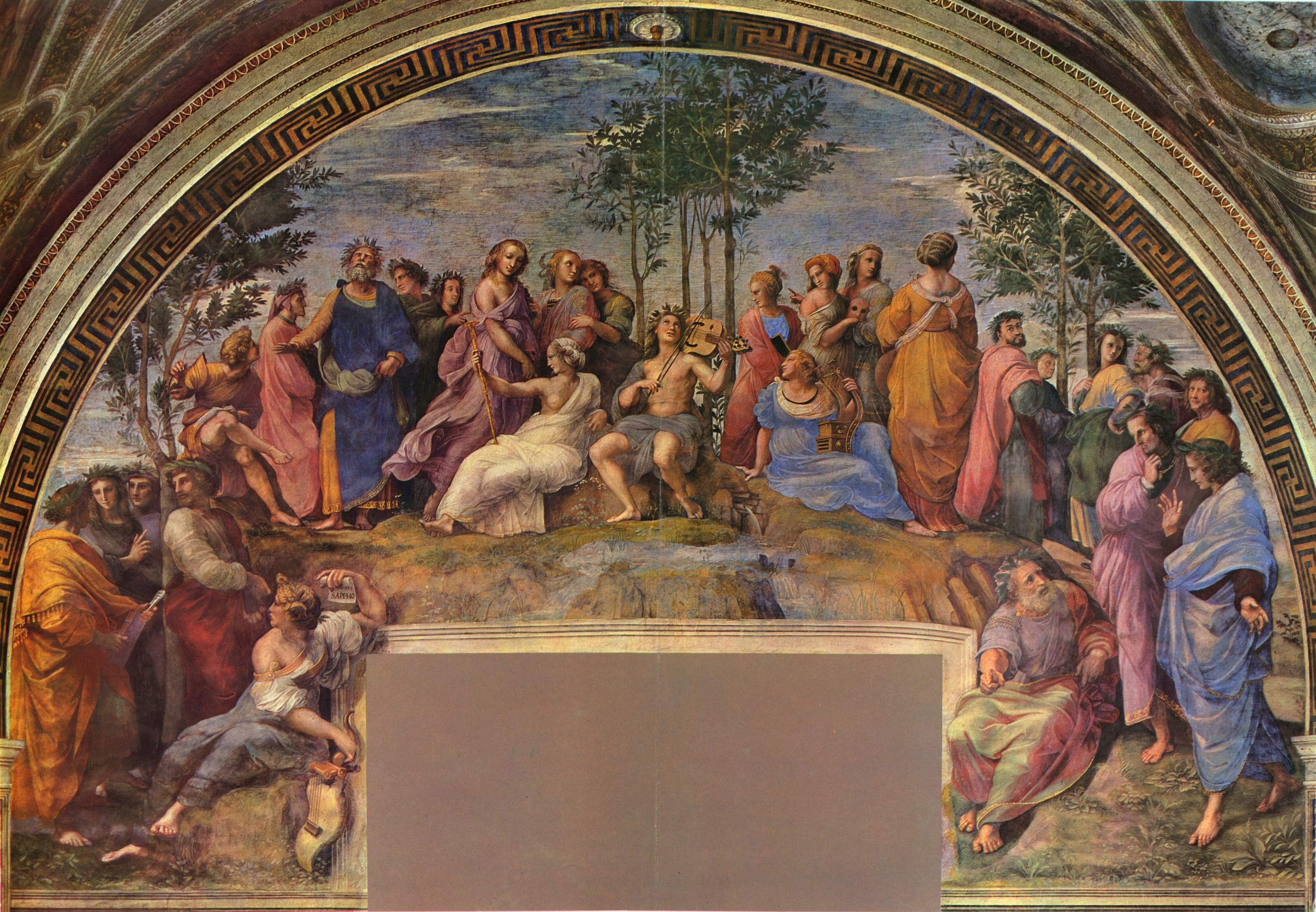
El Parnaso.

Apenas llegó a Roma, Rafael fue presentado por Donato d'Angelo Bramante al papa Julio II. Se trata de cuatro estancias que escogió el papa como residencia privada; encargó la decoración pictórica al joven Rafael, que fue ayudado por sus discípulos entre ellos Giulio Romano, Giovanni da Udine y Perin del Vaga. Empezaron a trabajar en 1508 hasta 1524. Cuando murió Julio II en 1513, el siguiente papa León X (1513-1521), siguió con el encargo para que Rafael continuara las dos salas que le faltaban; después de la muerte del pintor en 1520, acabaron los frescos de la última sala sus ayudantes.

### Estancia de la Signatura
Es una sala de planta rectangular, de 10 x 8 metros, está cubierta totalmente por pintura al fresco, con una iconografía, propuesta por el mismo Julio II, con el tema central de la Verdad, del Bien y de la Belleza, los tres trascendentales de la filosofía clásica.
- La escuela de Atenas. Datada en 1510 y con una base de 770 cm, está situada delante de La disputa del Sacramento y tiene un formato similar. El centro de la composición está configurado por la presencia de Platón y Aristóteles, en el interior de un gran edificio con bóveda de cañón, inspirada en una arquitectura romana tardía. Representa la búsqueda de la Verdad. Muchos expertos la consideran la obra maestra de Rafael; con un gran rigor compositivo, es la expresión del orden del pensamiento humano.[29]
- Las virtudes cardinales. Datada del 1511, tiene una anchura de 660 cm y representa las virtudes de la Fortaleza, la Prudencia y la Templanza. La Fortaleza sujeta un tronco de árbol, en clara alusión al papa Julio II, que pertenecía a la familia Della Rovere (literalmente, en italiano, "Del Roble"). La Prudencia se encuentra en el centro de la composición y tiene a su derecha la Templanza.[30]
- La disputa del Sacramento. Del año 1509, mide 770 cm de ancho y representa el triunfo de la Fe cristiana. En la parte superior, la zona celestial, con el dogma de la Eucaristía a través de la representación de la Santísima Trinidad, con Jesús en el centro entre María y san Juan Bautista, y todos ellos rodeados por los apóstoles y los santos; en el registro inferior se observa el ámbito terrenal, en el centro del cual se encuentra un altar con una custodia que guarda el Santo Sacramento, en ambos lados los teólogos y los doctores de la iglesia, debatiendo la transubstanciación.[31]
- El Parnaso. La representación del Parnaso, o colina de las Musas, fue realizada entre 1510 y 1511, con una medida en su base de 650 cm. Se exalta la poesía, con la imagen central de Apolo, tocando la lira, rodeado por las nueve musas y con personajes como Homero, Dante Alighieri y Virgilio. La composición está bien equilibrada, tanto por el número de figuras como por la combinación de colores.[32]
- La bóveda. Datada entre 1509 y 1511, cada medallón mide 180 cm de diámetro. La decoración fue realizada por los ayudantes y los medallones por Rafael, que representan las alegorías de la Filosofía, la Teología, la Poesía y, finalmente, la Justicia. En los ángulos de la bóveda hay pintados cuatro compartimentos con las representaciones de Adán y Eva; el juicio de Salomón; la astronomía y Apolo y Marsias.[33]

### Estancia de Heliodoro
En esta estancia se había de confirmar la autoridad del papado y los intereses de Julio II, que en aquel momento se enfrentaba con el Concilio cismático de Pisa. Rafael empezó los frescos en el año 1511 y los finalizó en 1514. En sus muros se encuentran narrados cuatro episodios y en la bóveda cuatro más bíblicos, sobre la protección de Dios al pueblo escogido. Recorre toda la sala un friso, decorado con doce cariátides, pintadas en color monocromo.

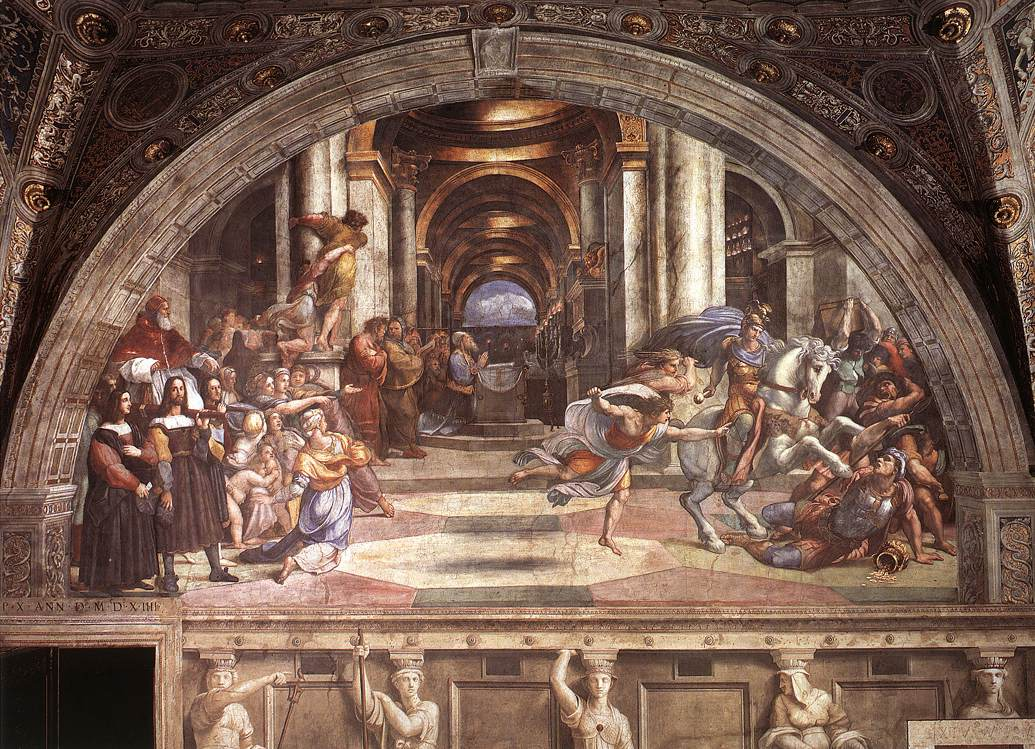
La expulsión de Heliodoro del templo

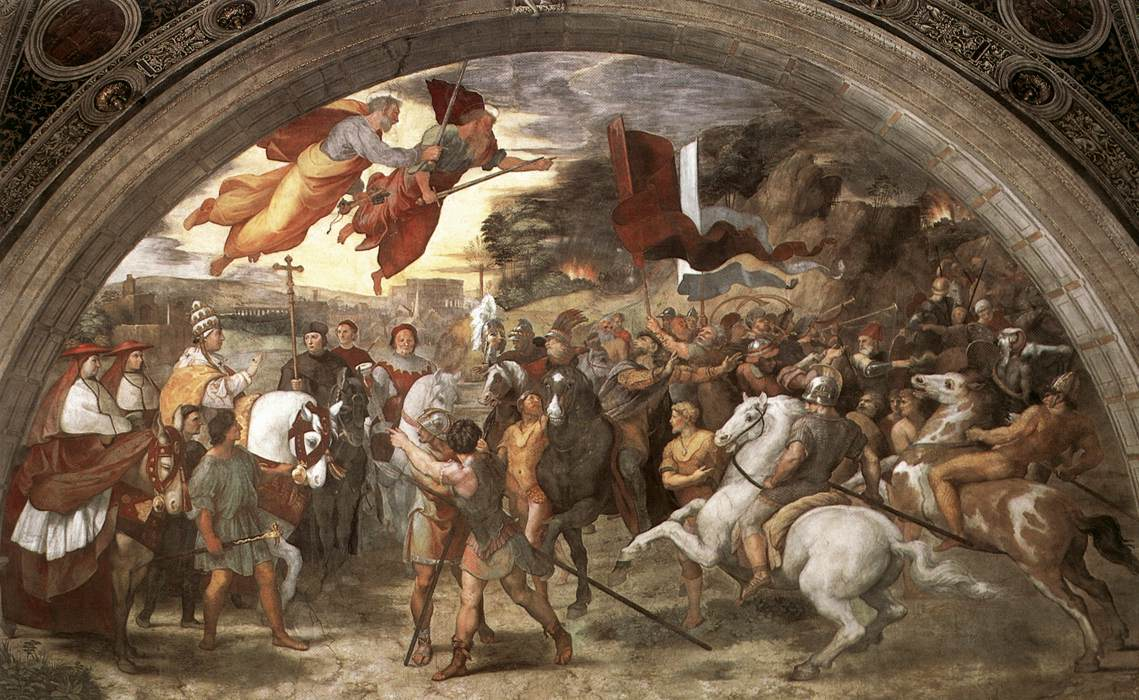
Encuentro de León Magno con Atila

- La expulsión de Heliodoro del templo. Realizado con la técnica de la pintura al fresco durante los años 1511 y 1512, mide en la base 750 cm. La historia está representada en el interior de un edificio clásico con bóveda de cañón, narra el milagro que realizó Dios, enviando un jinete a caballo que, junto con dos jóvenes más, azotan a Heliodoro ( tesorero de Seleuco IV Filopátor), como castigo por haber intentado apoderarse del tesoro del Templo de Jerusalén.[34] En primer término en la parte izquierda de la pintura, Rafael representó a Julio II; es la única parte que se hizo con un esquema estático. El resto de la narración pictórica posee una tipología dramática, con un gran movimiento de todos sus personajes.[35]
- Encuentro de León Magno con Atila. Este fresco hace referencia al encuentro entre el papa León I y Atila, rey de los hunos, ocurrido en el año 452 a la orilla del río Mincio, cerca de Mantua. Se muestra al papa con gran dignidad y a su caballo blanco sereno, mientras el de Atila está nervioso y a punto de lanzar al suelo al jinete. Se aprecian las figuras armadas, de san Pedro y san Pablo, con espadas. Esta pintura es una clara alusión a las luchas de Julio II contra las invasiones francesas.[36]
- La misa de Bolsena. El milagro representado tuvo lugar en Bolsena el año 1263, durante el papado de Urbano IV; se dice que la sangre brotó de la hostia consagrada, durante la celebración de una misa por parte de un sacerdote que dudaba de la transubstanciación. En este fresco, Julio II está retratado en el momento del rezo delante del altar. Detrás del papa se encuentran cuatro personajes que gustaron especialmente a Vasari, que comentó de Rafael «Tiene cualidades admirables para el retrato». Hay que resaltar el contraste que ofrece un lado de la pintura, con las vestiduras rojas y en el opuesto con las vestiduras blancas, de los otros personajes.[37]
- Liberación de San Pedro.Representa el tema milagroso inspirado en los Hechos de los Apóstoles[38] de la liberación del primer papa de la historia de la iglesia, san Pedro. Se relata en tres episodios: en la parte central, detrás de las rejas de la prisión, resalta el ángel libertador con un gran resplandor a su alrededor. A la derecha, el ángel acompaña a Pedro fuera de la prisión; sigue siendo el ángel la figura con más visibilidad. En la tercera sección, se narra en la parte izquierda, cuando los soldados se despiertan; están en una tenue claridad lunar y con la luz de una antorcha que resalta la brillantez de las armaduras.[39]
- La bóveda. Está dividida en cuatro partes de forma triangular, con el vértice alrededor del centro, ocupado por un escudo de armas de la familia papal. Los episodios narrados son historias bíblicas teofánicas: la zarza ardiente, la escalera de Jacob, la aparición de Dios a Noé y el sacrificio de Isaac, tratadas con gran parecido con la pintura de Miguel Ángel.[40]

### Estancia del Incendio del Borgo
Pintada en tiempos de León X (1513-1521), esta sala se hacía servir de comedor (aunque más tarde se destinó a sala de música), por lo tanto las pinturas se realizaron en tonos áuricos y la decoración tiene una iconografía de episodios relacionados con anteriores papas que se llamaron León y que tuvieron alguna conexión con León X.
- El incendio del Borgo. El tema está basado en el Liber Pontificalis y trata de un incendio en el barrio del Borgo, delante de la basílica de San Pedro, ocurrido en el año 847 y que con la bendición del papa León IV se apagó milagrosamente. La relación alusiva a León X es su función pacificadora, en contraste con la época anterior de Julio II.
- Coronación de Carlomagno. La escena recoge el momento de la coronación de Carlomagno por el papa León III en el año 800. Se relaciona con el tratado entre León X y el rey Francisco I de Francia, por el cual el rey francés decidió defender la iglesia como antes lo había hecho Carlomagno.
- Batalla de Ostia. Esta escena también se basa en el Liber Pontificalis y representa la victoria del papa León IV sobre los sarracenos, en el año 849, en la batalla de Ostia. Este tema alude a la esperanza de León X de derrotar a los turcos. El diseño de la obra es de Rafael, pero su ejecución se debe a Giulio Romano.[42]
- Justificación de León III. El tema es el papa León III delante de Carlomagno y de los clérigos, justificándose de las acusaciones de los sobrinos de Adriano I, hace alusión a la bula papal Unam Sanctam de Bonifacio VIII del año 1515, concedida por el quinto concilio del Letrán. La pintura se atribuye al taller de Rafael.
- Bóveda y zócalo. Se conservan en la bóveda las pinturas realizadas en tiempos de Julio II por el Perugino en 1508, alusivas a la función de esta sala como tribunal. Son cuatro medallones: la Trinidad, el Creador entre ángeles y querubines, Cristo Justiciero y Cristo tentado por el demonio, y finalmente Cristo entre la Misericordia y la Justicia. En el zócalo de toda la sala, Rafael diseñó la representación de emperadores y soberanos en un tono monocromo amarillo; están retratados Carlomagno, Arnulfo de Carintia, Godofredo de Bouillón, Lotario I y Fernando el Católico, entre ellos están colocadas unas cariátides en claroscuro.[43]

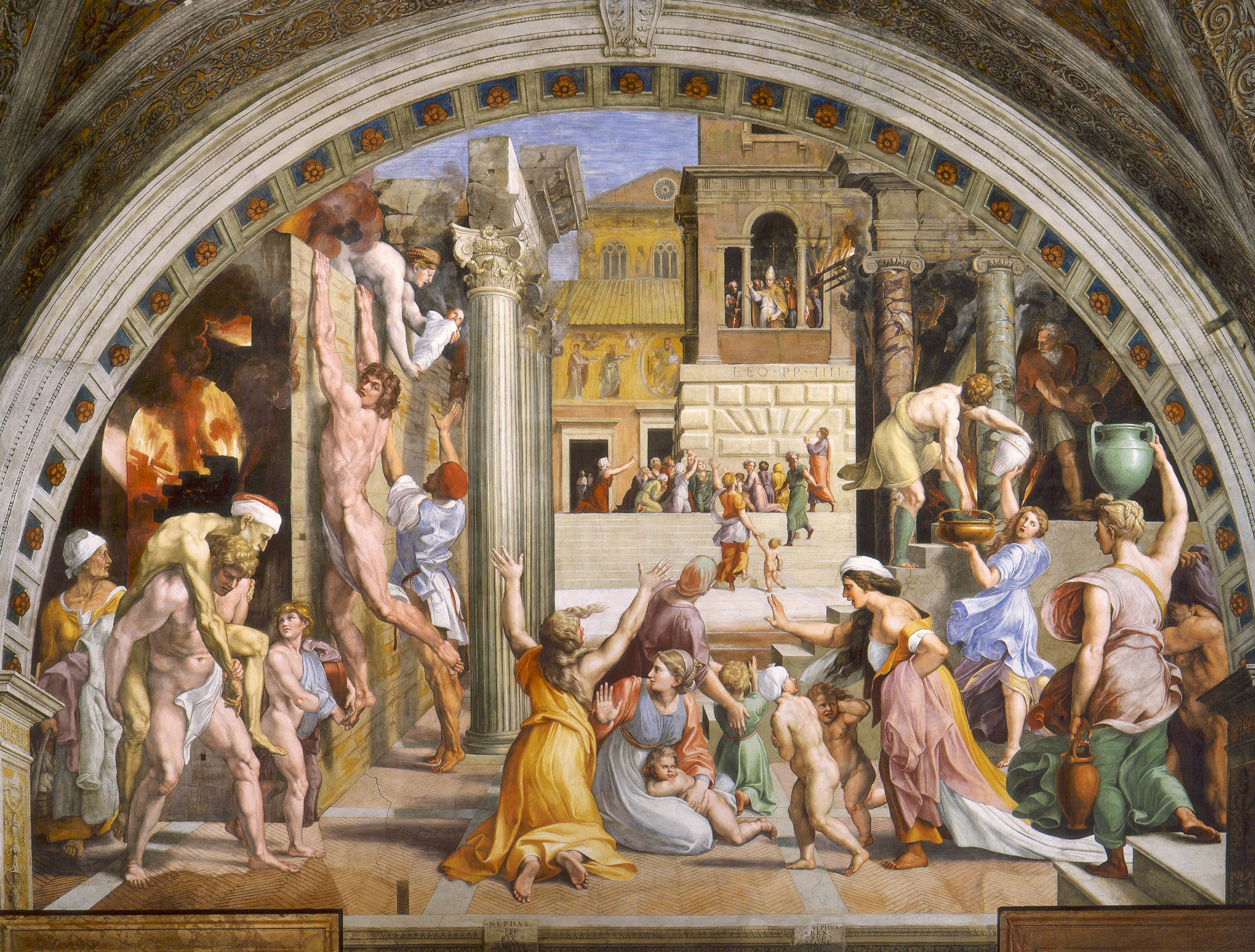
El incendio del Borgo.
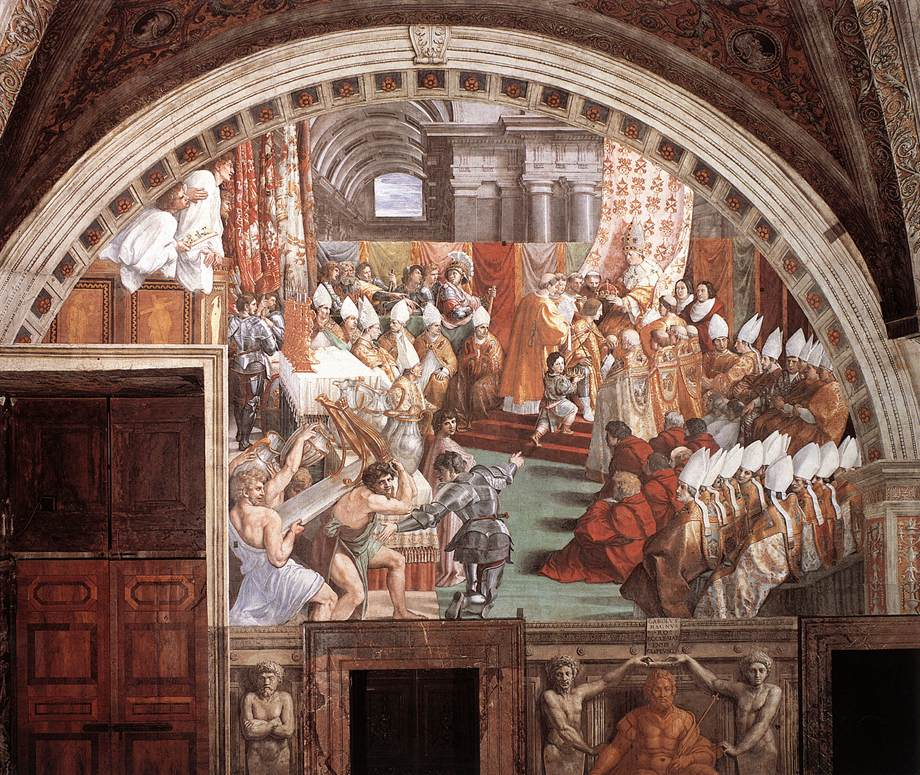
Coronación de Carlomagno.
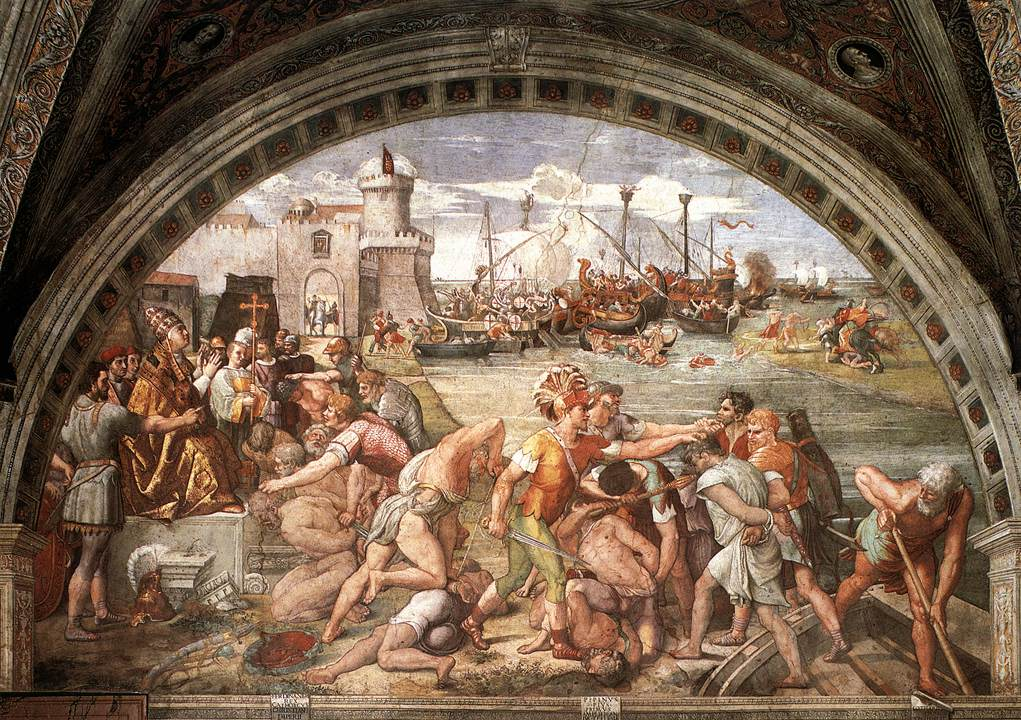
Batalla de Ostia.

### Estancia de Constantino
Encargada a Rafael por León X en el año 1517, según Vasari solo le dio tiempo, antes de su muerte, a realizar los diseños de los frescos. La ejecución de las pinturas se debe aparte de sus discípulos, en especial a Giulio Romano.
- Visión de la Cruz. La composición está llena de figuras y su inspiración claramente es de los relieves romanos. Representa la visión de la Cruz junto con la inscripción ἐν τούτῳ νίκα ("con este signo vencerás"), visión que tuvo Constantino I el Grande, cuando preparaba su enfrentamiento con Majencio.[44]
- Batalla de Constantino contra Majencio. Representa el momento de la batalla de Constantino contra Majencio, el 28 de octubre del 312 en la Batalla del Puente Milvio. La pintura, una clara alusión a la victoria del cristianismo sobre el paganismo, es obra de Giulio Romano.[45]
- Bautismo de Constantino. Se ve el momento en el que el emperador Constantino se arrodilla delante el papa Silvestre I para recibir el sacramento del Bautizo en el baptisterio de la Archibasílica de San Juan de Letrán. Las pinturas tienen unos tonos sin grandes contrastes, a diferencia de los colores empleados por Rafael; se atribuye este fresco a Giovanni Francesco Penni.
- Donación de Roma. El tema constantiniano concluye con este episodio, que representa al emperador ofreciendo al papa Silvestre (con la fisonomía pintada de Clemente VII), tal como se relata en el documento de la Donación de Constantino, una estatua de la diosa Roma, símbolo del poder.

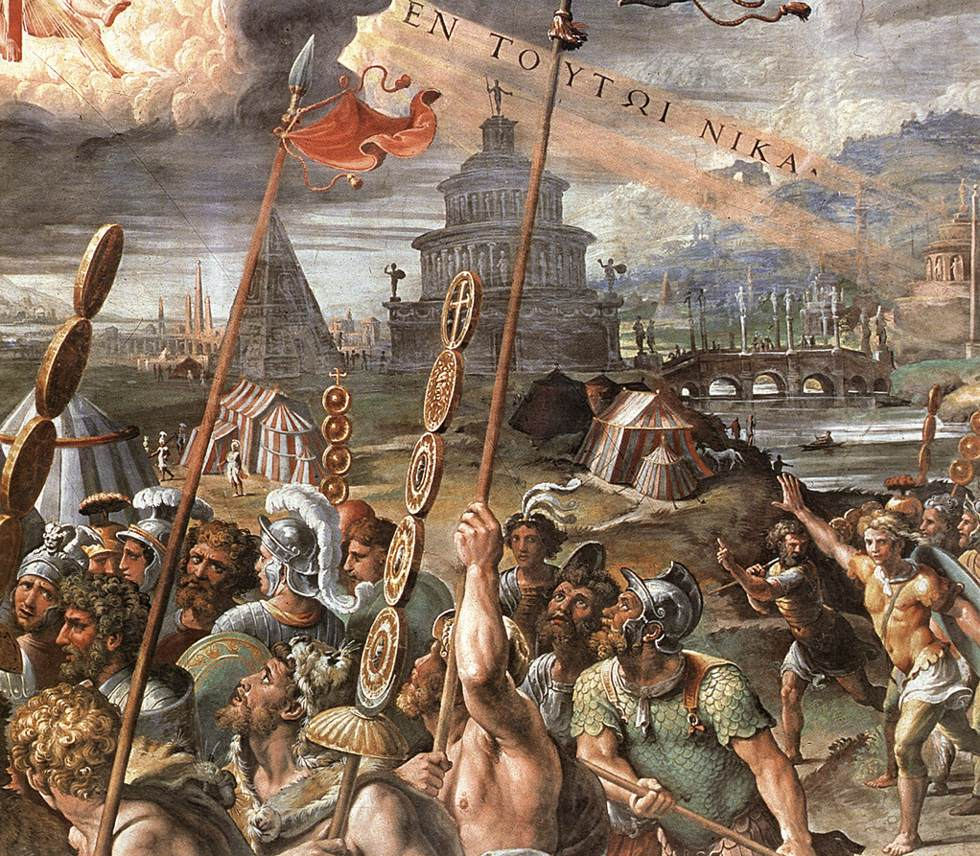
Detalle de Visión de la Cruz, de Giulio Romano.
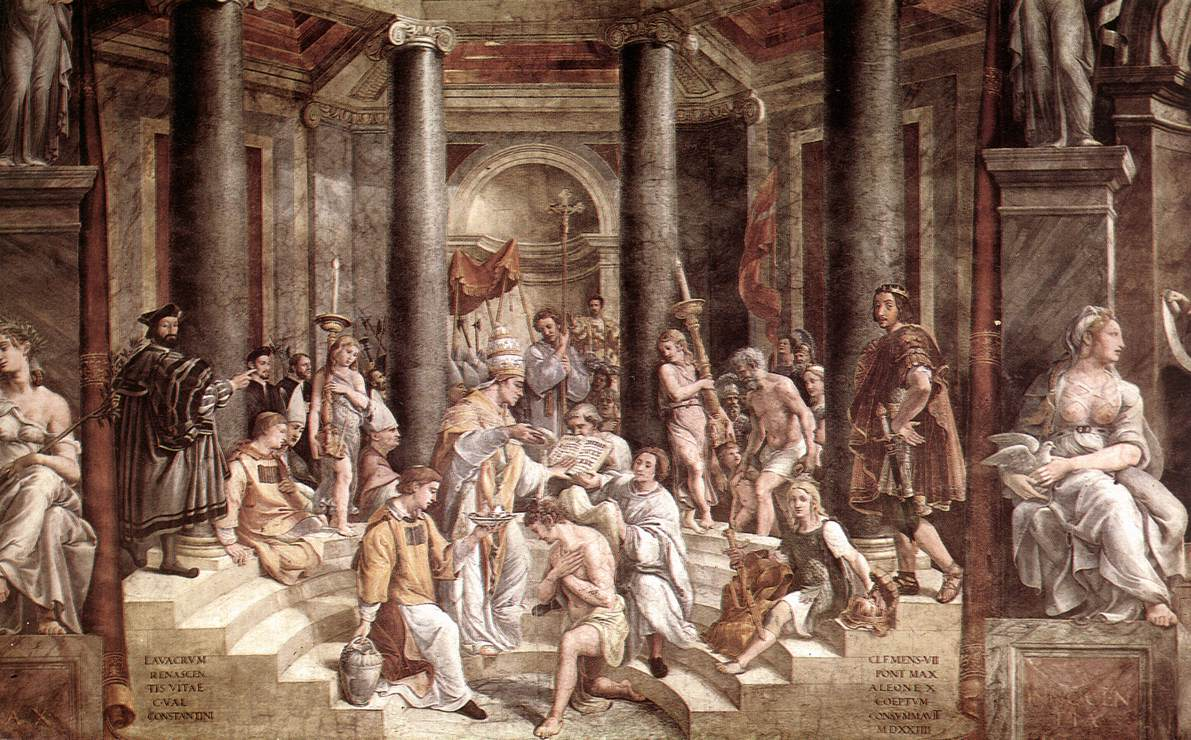
Bautismo de Constantino. Se atribuye a Giovanni Francesco Penni.

## Capilla Sixtina

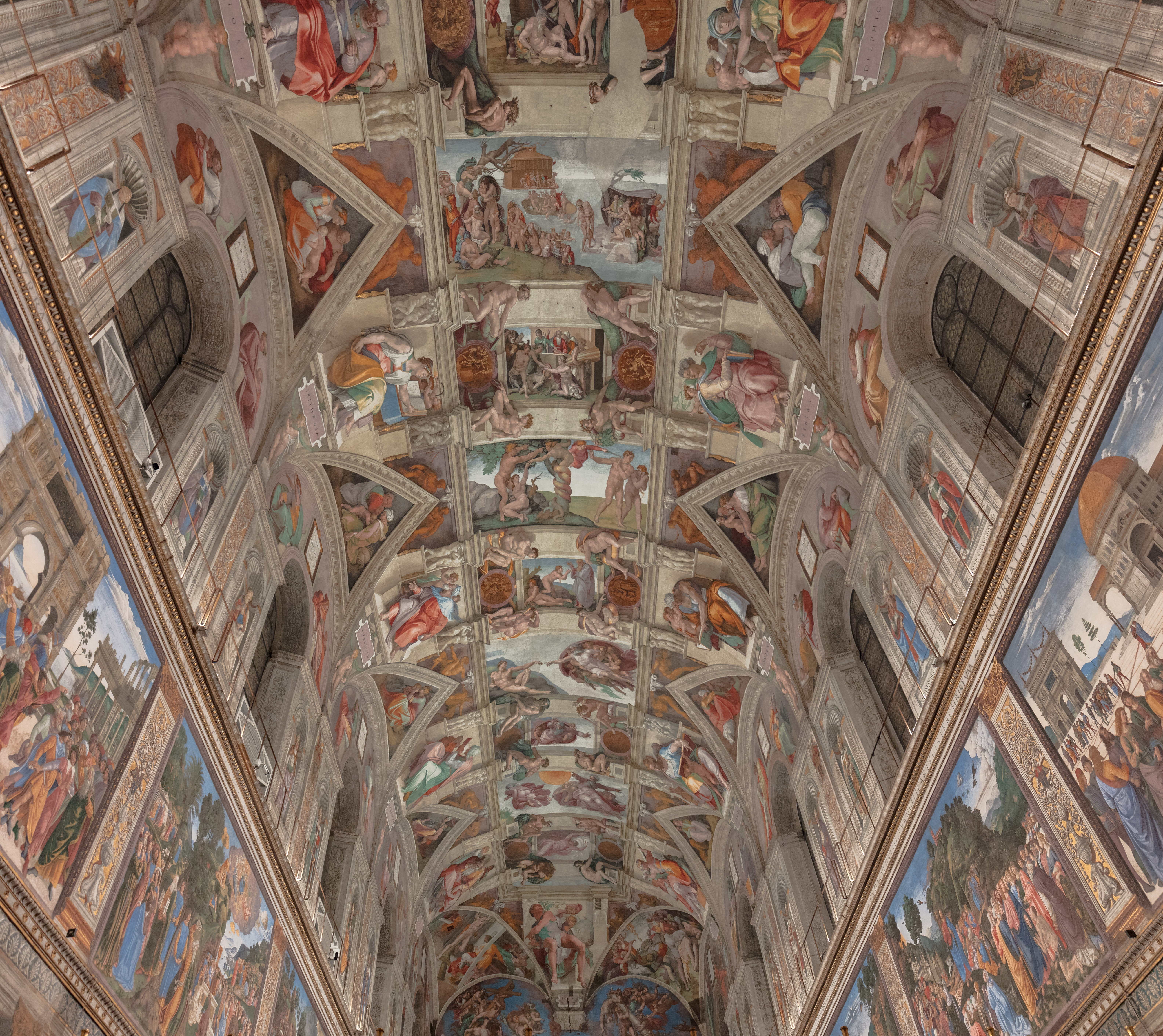
Capilla Sixtina.

Fue construida entre 1471 y 1484, en la época del papa Sixto IV, del cual procede el nombre por el que es conocida. En su interior tienen lugar los cónclaves y otras ceremonias oficiales, como los nombramientos papales. Es célebre por su decoración pictórica, obra de Miguel Ángel.
En el centro de la bóveda se representan nueve escenas rectangulares sobre la creación y la caída del hombre, rodeadas por profetas y sibilas, los antepasados de Jesús y arquitecturas y esculturas fingidas. El muro sobre el altar mayor, con una superficie de 13,7 × 12,2 m, está ocupado por el Juicio Final, encargado por el papa Pablo III en 1535. La composición se centra en torno a la figura de Cristo Juez, el cual se muestra despojado de los atributos de la iconografía tradicional, desnudo, con una anatomía atlética y un gesto de poderosa autoridad.

## Museo Filatélico y Numismático
Esta es la última colección incorporada a los Museo Vaticanos. Se inauguró el 25 de septiembre de 2007.
Se recogen todos los sellos y las monedas de la Ciudad del Vaticano, desde el momento de su nacimiento (1929) hasta hoy; contiene también la gran colección filatélica de los Estados Pontificios, así como piezas con algunos errores.
El museo se divide en dos secciones:
- La sección filatélica que consta de las emisiones vaticanas de sellos de correos, clasificados según los diversos pontificados (de Pío XII a Benedicto XVI); tarjetas postales y aerogramas; las emisiones de los Estados Pontificios (1852-1870), con sellos nuevos y los sobres usados, lacres, cilindros, planchas y material diverso utilizado para grabar los sellos; algunos diseños se exponen en las paredes.
- La sección de numismática consta de monedas de liras vaticanas desde 1929 hasta el 2001; las monedas conmemorativas del 1979 al 2001; las monedas de después del 2001, en euros; las monedas del Año Santo y monedas y sellos emitidos durante la sede vacante.[19]

## Otras colecciones

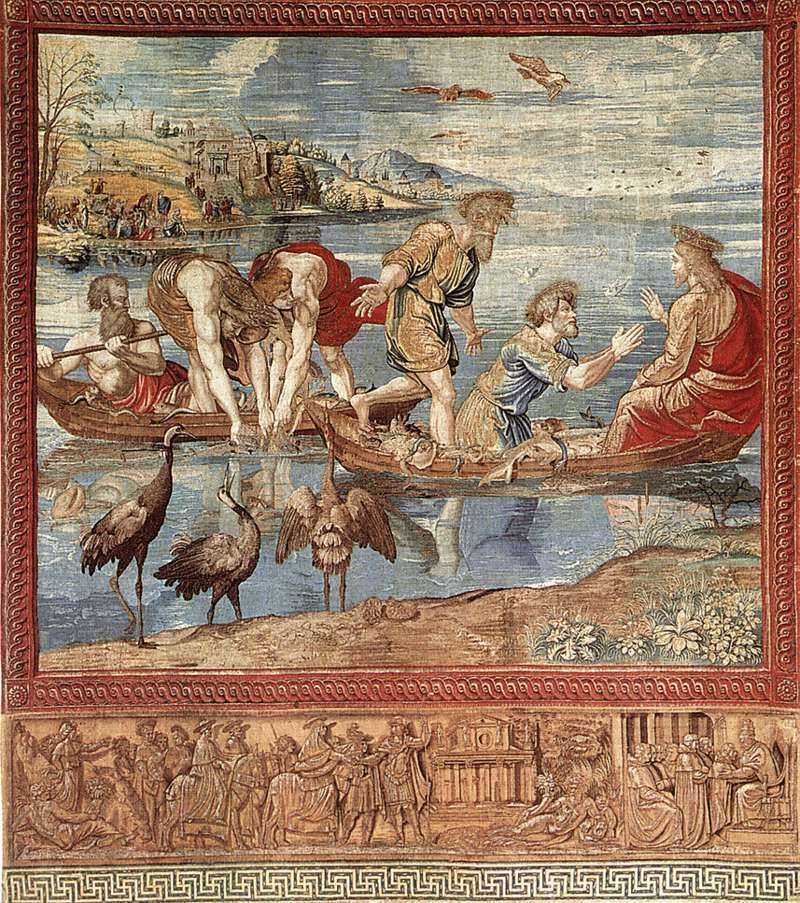
Tapiz Pesca milagrosa en la Capilla Sixtina

En los museos también es posible encontrar, entre otras, las siguientes colecciones:

### Galería de los Tapices
Una gran colección de tapices de los siglos XV a XVII, principalmente son tapices flamencos de procedencia del taller de Pieter Coecke, de la época del papa Clemente VII, como Los Hechos de los Apóstoles cuyos cartones fueron realizados por discípulos de Rafael para la Capilla Sixtina, y que se exponen en esta sala desde el año 1838.

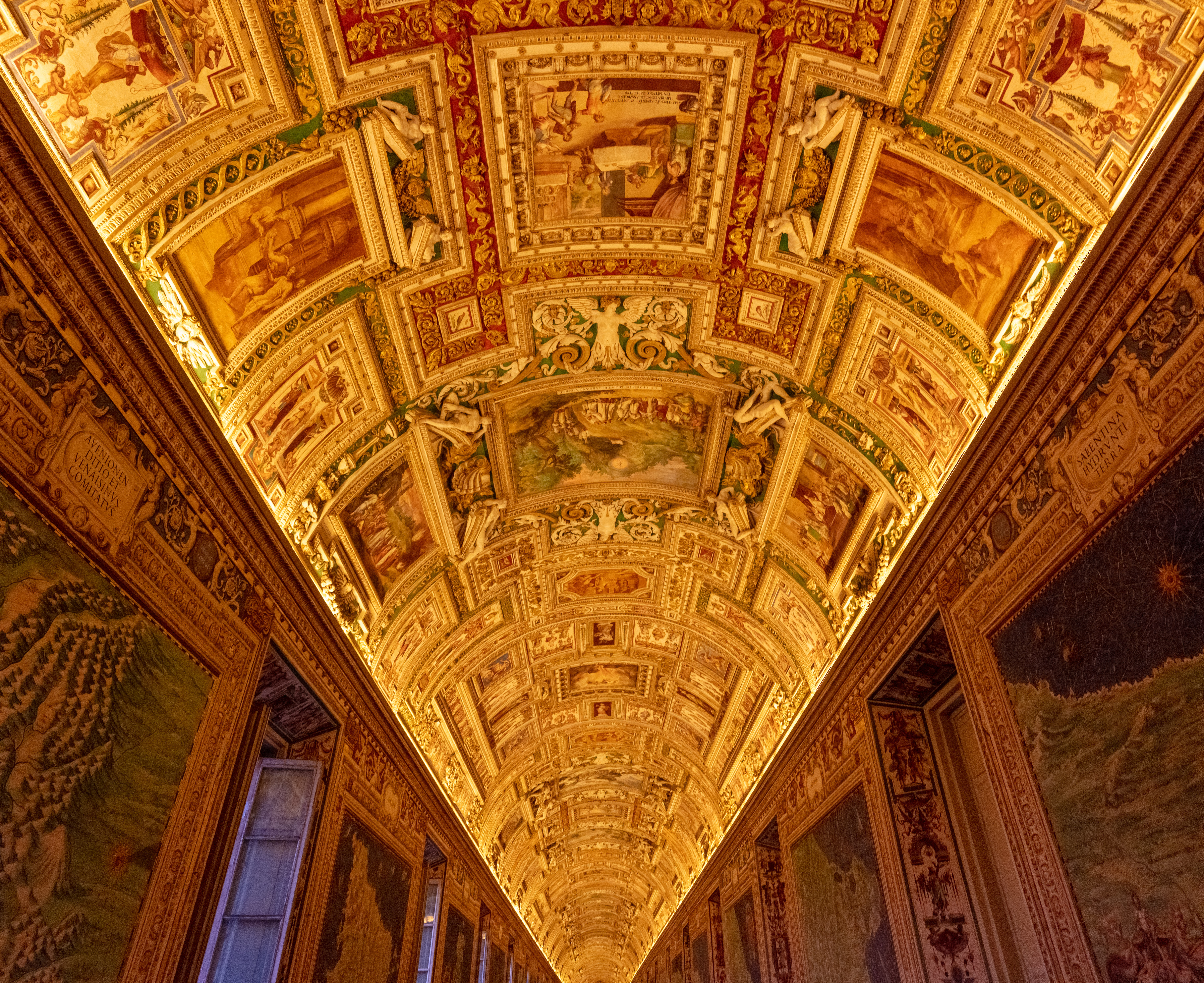
Galería de los Mapas.

### Galería de los Mapas
Debe su nombre a los cuarenta mapas pintados al fresco sobre los muros, representando las regiones italianas y las posesiones de la iglesia en la época del papa Gregorio XIII (1572-1585). Fueron realizados entre los años 1580 y 1585 según los cartones de Ignazio Danti, famoso geógrafo de ese tiempo. Considerando los Apeninos el elemento divisorio, sobre una pared están pintadas las regiones bañadas por los mares Liguria y Tirreno, sobre la otra las regiones bañadas por el Adriático. Cada mapa regional representa el plano de su ciudad principal. A destacar los frescos de Ignazio y Antonio Danti (1580-1583) que muestran las bellas posesiones del papa en Venecia. Fueron restaurados por el papa Urbano VIII (1623-1644).

### Colección de carruajes
Promovida por el papa Pablo VI el año 1973, conserva numerosos carruajes usados por diferentes papas, entre ellos el construido para León XII, junto con sillas de mano, carrozas de gala, automóviles y papamóviles. Se trata de una de las dos secciones del Museo Histórico Vaticano; la otra se encuentra en el Palacio de Letrán.

## Visitantes
Después de alcanzar los 6.883.000 visitantes en 2019, el número descendió abruptamente en 2020 debido a las restricciones de circulación decretadas por la pandemia de COVID-19. En 2022 hubo una importante recuperación y, con 5.080.866 visitantes, fue el segundo museo más visitado del mundo, después del Louvre de París.
| Año  | Visitantes |
| ---- | ---------- |
| 2012 | 5 065 000  |
| 2013 | 5 459 000  |
| 2014 | 6 177 000  |
| 2015 | 6 002 000  |
| 2016 | 6 067 000  |
| 2017 | 6 427 000  |
| 2018 | 6 756 000  |
| 2019 | 6 883 000  |
| 2020 | 1 300 000  |
| 2021 | 1 613 000  |
| 2022 | 5 080 866  |

## Generalidades
Desde el año 1929 todos los museos y galerías pontificias dependen de la Gobernación del Estado de la Ciudad del Vaticano.
El Vaticano no vende sus obras de arte, ya que forman parte del patrimonio cultural de Italia y el derecho internacional le impide vender las obras.
El enorme flujo de turistas dificulta entrar a los Museos con la puntualidad deseada. Las colas llegan a ser extraordinariamente largas en Semana Santa, ya que en los días más señalados (Viernes Santo y algún otro) los Museos Vaticanos cierran y los miles de turistas llegados a Roma se apresuran a visitarlos en los pocos días de que disponen. Lo mismo ocurre el último domingo de cada mes, cuando los Museos Vaticanos abren gratis al público.

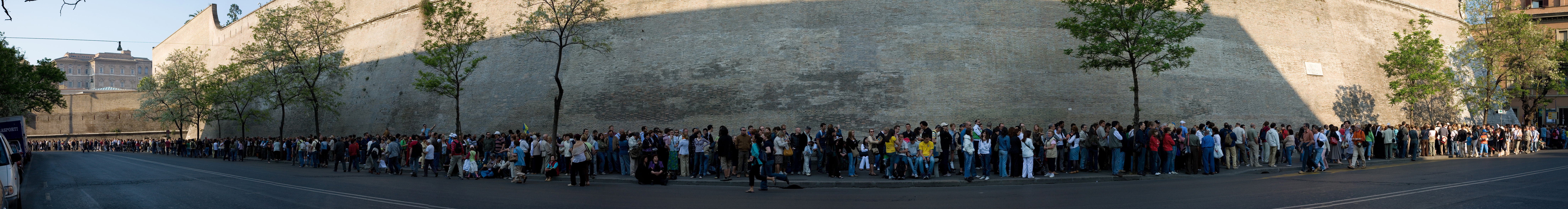
Vista panorámica de parte de una fila en abril de 2007, la cual continua en las dos direcciones más allá de la vista.